# Operation Dragoon
1944: Overlord · Dragoon · Mons · Market Garden · Scheldemündung · Aachen · Hürtgenwald · Queen · Elsass-Lothringen · Ardennen
1945: Nordwind · Bodenplatte · Blackcock · Colmar · Veritable · Grenade · Blockbuster · Lumberjack · Undertone · Plunder · Flashpoint · Aschaffenburg · Würzburg · Ruhrkessel · Friesoythe · Nürnberg
Operation Dragoon (englisch für Dragoner, als Verb synonym für Einschüchtern, Unterdrücken) war eine während des Zweiten Weltkrieges ab dem 15. August 1944 durchgeführte Operation zur Landung zweier Armeen der Westalliierten an der französischen Côte d’Azur zwischen Toulon und Cannes zur Vertreibung der deutschen Truppen aus Südfrankreich. Sie bildete das südliche Gegenstück zu der am 6. Juni 1944 mit der Landung in der Normandie begonnenen Operation Overlord.

## Hintergrund
Ausgangspunkt für diese Operation waren ursprünglich zwei völlig unterschiedliche Konzepte auf der alliierten Seite: Briten und Amerikaner stimmten zwar darin überein, dass dem Kampf gegen Deutschland Vorrang gegenüber dem Kampf gegen Japan eingeräumt werden sollte. Deshalb waren sie auch prinzipiell bereit, dem Drängen Stalins entgegenzukommen und eine Zweite Front im Westen zu errichten. Darüber hinaus ergaben sich aber wesentliche Unterschiede: Während der US-Generalstab, angeführt von General George C. Marshall einen direkten Angriff mit einem schnellen Vorstoß in Nordfrankreich forderte, um von dort ostwärts nach Deutschland vorzustoßen, bevorzugten die Briten, insbesondere Winston Churchill, wegen ihrer Erfahrungen im Ersten Weltkrieg einen peripheren Ansatz, bei dem die Westalliierten ihre Überlegenheit zur See stärker zu Geltung bringen konnten. Churchill hatte mit der Landung in Süditalien die Hoffnung verbunden, schnell in den weichen Unterleib des von Nazi-Deutschland besetzten Südeuropas und von dort auf den Balkan und weiter nach Süddeutschland vorstoßen zu können, um damit einem weiteren Vordringen der Sowjetunion nach Westen zuvorzukommen. Churchill sagte später aus, dass dies „die ersten wichtigen strategischen Meinungsverschiedenheiten zwischen uns und unseren amerikanischen Freunden waren“. Im britischen Konzept war der Angriff über den Ärmelkanal der letzte Schlag, dem vorher Angriffe auf die schwächsten Punkte des Gegners vorangehen sollten. Ausfluss dieser beiden unterschiedlichen Konzepte waren anfangs die britische Seeblockade und die alliierten Luftangriffe auf die deutschen Industrie- und Siedlungszentren. In den Jahren 1942 und 1943 erzwang der Mangel an Ressourcen einen Peripherie-Ansatz, da zu dieser Zeit noch nicht genügend Truppen, Ausrüstungsgegenstände und Schiffe für eine massive Landung in Frankreich zur Verfügung standen.
Die erste Hälfte des Krieges, bei dem die Wehrmacht den Einflussbereich des Dritten Reichs ständig ausdehnte, stand im Zeichen sich kontinuierlich verlängernder deutscher Versorgungswege, wachsender Transportprobleme, zunehmender Partisanenüberfälle auf die langen Versorgungswege und ein immer höherer Bedarf an Soldaten. Das britische Konzept erforderte dagegen in der zweiten Hälfte des Krieges eine enorme Steigerung der Kriegsproduktion auf alliierter Seite, um über die ihrerseits extrem ausgedehnten Versorgungswege die weit voneinander entfernt liegenden Kriegsschauplätze in Europa und Asien regelmäßig mit Waffen, Nachschub und Reserven versorgen zu können. Solange die französischen Kolonien in Nord- und Westafrika und Madagaskar unter Kontrolle Vichy-Frankreichs und Indochina unter Kontrolle Japans – also insgesamt der Achsenmächte – standen, waren diese ausgedehnten Transportwege von den USA nach Europa vorwiegend auf den Nordatlantik nach Großbritannien und die UdSSR begrenzt; dort waren sie für deutsche U-Boote anfangs leicht angreifbar (siehe Atlantikschlacht und Geleitzug#Zweiter Weltkrieg im Atlantik). Erst mit der Operation Torch, der Landung der Alliierten in Französisch-Nordafrika (also in Marokko, Algerien und Tunesien) im November 1942 gewannen die Westalliierten zusätzliche Stützpunkte an der Peripherie Europas, die ihnen Land-See-Operationen, insbesondere den Aufbau von weiteren Fronten gegenüber den Achsenmächten Italien und Nazi-Deutschland ermöglichten. Für die Sicherung und Festigung alliierter Transportwege war die Unterstellung Dakars, Französisch-Westafrika, im November 1942 (1940 vergeblicher Eroberungsversuch) und Diégo-Suarez (Madagaskar) am 6. Mai 1942 unter General de Gaulle bedeutsam.
In diesem Zusammenhang hatten mehrere Stäbe der strategischen Planung Pläne entworfen, um vor oder während der Operation Overlord deutsche Kräfte in Südfrankreich zu binden. Dazu wurden alle amphibischen Fähigkeiten der Alliierten, die nicht in der Operation Overlord benötigt wurden, für die Operation Anvil verplant. Das gebirgige Terrain Süditaliens gab der Wehrmacht Vorteile, die sich Anfang 1944 gegen die amphibischen Operationen der Alliierten bei Anzio erfolgreich wehrte. Lange und blutige Schlachten wie bei Monte Cassino drohten den alliierten Vormarsch in Italien zu einem Abnutzungskrieg werden zu lassen, bei dem der Vormarsch zum Erliegen kommen würde. Deshalb betrachteten viele Amerikaner den Italienvorstoß bereits als eine strategische Sackgasse.
Die amerikanischen Befürworter versprachen sich von der Operation Dragoon die schnelle Eroberung zweier großer Häfen – Toulon und Marseille – deren Einnahme die Nachschubversorgung der in Frankreich kämpfenden Truppen erheblich erleichtern würde. Tatsächlich konnte bis zur Wiederinstandsetzung des Hafens von Antwerpen Anfang Dezember 1944 etwa ein Drittel der gesamten Versorgung der westalliierten Truppen in Nordfrankreich von Marseille über die Rhone-Route inklusive reparierter Brücken und Eisenbahntrassen transportiert werden.
Die Deutschen hatten ihre Verteidigungsstrategie auf der Hypothese aufgebaut, es sei den Alliierten nicht möglich, zwei Landeoperationen in Frankreich gleichzeitig vorzubereiten und durchzuführen. Sie hatten bei Marseille und Toulon Truppen zusammengezogen und durch befestigte Stützpunkte eine Landung an den übrigen für unwahrscheinlich gehaltenen Stellen zu erschweren versucht. Es gab Schützengräben und Geschützstellungen entlang der Strände, eine etwa 32 Kilometer landeinwärts verlaufende Verteidigungslinie, Rommelspargel und Sprengfallen unter der Wasserlinie.

## Planungen
Die Operation Dragoon startete am 15. August 1944 genau zu dem Zeitpunkt, zu dem der deutsche Widerstand in der Normandie zusammenbrach. Sie trieb die deutsche Heeresgruppe G aus Süd- und Südwestfrankreich, deckte die Overlord-Invasionsfront von Süden her und übernahm im September 1944 die alliierte Frontlinie von Nancy bis zur Schweizer Grenze. Vom Anfang der Planungen bis zur Landung an den Küsten zwischen Toulon und Cannes mehr als ein Jahr später bestanden zwischen den britischen und den US-amerikanischen Planern sowie den jeweiligen politischen Entscheidern erhebliche Divergenzen.

### Trident-Konferenz
Eine Landung in Südfrankreich zur Unterstützung einer Invasion über den Ärmelkanal wurde erstmals während der Trident-Konferenz im Mai 1943 in Washington DC von britischen und amerikanischen Stäben vage ins Auge gefasst. Die Diskussion zwischen den Briten und Amerikanern drehte sich um die Frage, wie die alliierten Kräfte mit Hinblick auf die geplante Overlord-Invasion am effektivsten einzusetzen wären. Voraussetzung seien „the collapse of Italy and the elimination of the Italian Fleet“.
Zu dieser Zeit war mit der erfolgreichen Operation Torch Französisch-Nordafrika von Vichy-Frankreich abgetrennt. Der Wiederaufbau der französischen Armee unter der politischen Führung von General Charles de Gaulle zeichnete sich ab. Die Joint Chiefs of Staff (JCS) beauftragten Dwight D. Eisenhower, Kommandeur des Allied Force Headquarters, mit den Planungen zur Invasion Italiens. Operation Husky zur Eroberung Siziliens startete am 10. Juli 1943 und unterstützt vom Abfall Italiens von der Achse folgte die Invasion in Süditalien ab dem 3. September 1943.

### Quadrant-Konferenz
Die Entscheidung für eine Landung in Südfrankreich wurde durch den Mangel an Transportkapazitäten verkompliziert. 1943 war der Schiffsraum für den Transport alliierter Truppen von Nordafrika nach England sehr knapp. Die im Aufbau befindliche französische Armee nach England zu verschiffen, galt schon gar als unmöglich. Deshalb fassten die JCS im frühen August 1943 den Entschluss, westalliierte Truppen sowie die freifranzösische Armee kurz nach Overlord von Nordafrika aus in Südfrankreich zu landen. Das Unternehmen erhielt den Codenamen Anvil (Amboss). In der Quadrant-Konferenz von Quebec von Mitte August 1943 wurde dies formell bestätigt. Der Planungsauftrag an Eisenhower war aber wegen der Unterschiede zwischen der britischen Auffassung, die in Anvil nur eine unterstützende Bedrohungsaktion während Overlord vorsah, und der amerikanischen, die eine starke Operation von Südfrankreich aus erwartete, nur vage formuliert. Im Oktober 1943 lag Eisenhowers Planung vor. Sie ließ erkennen, dass wegen ungenügenden amphibischen Schiffraumes eine Landung im Zeitraum Mai 1944 nur mit einer kleinen Kampfgruppe möglich wäre. Eisenhower stellte fest, dass Anvil eine von verschiedenen Alternativen im mediterranen Kriegsgebiet sein könne. Eine weitere Planung sei nicht möglich, bevor die Alliierten nicht nördlich von Rom stünden.

### Sextant-Konferenz
Auf der Sextant-Konferenz in Kairo wurde Anvil erneut beraten. Die JCS schrieben am 5. Dezember fest, Overlord und Anvil are the supreme operations for 1944. Insgesamt stünden im Mittelmeerraum inkl. der italischen Front 17 britische, 7 US-amerikanische und 7 (plus 4 im Aufbau) französische Divisionen zur Verfügung, 15 davon würden zum Halten einer Pisa-Rimini-Linie, der späteren Gotenstellung gebraucht werden, die allerdings erst im September 1944 erreicht wurde. Für Anvil müssten mindestens 10 Divisionen bereitstehen. Die benötigten Schiffseinheiten für Transport und Kampfunterstützung müssten aus dem südostasiatischen Raum abgezogen werden.

### Wechselnde Entscheidungen
Mit der Landung alliierter Kräfte südlich von Rom bei Anzio am 22. Januar 1944 änderte sich die Lage. Der deutsche Widerstand entpuppte sich als stärker als vorgesehen. Das Unternehmen band nun Kräfte, die für Anvil vorgesehen waren. Churchill konnte damit wieder ausschließlich auf die Italienfront und Overlord setzen. Man solle im Mittelmeerraum ausreichend Schiffsraum für eine Ein-Divisionen-Drohung zurückhalten und äußerstenfalls die französische Armee nach Nordfrankreich zur Unterstützung von Overlord transportieren. Während Eisenhower unschlüssig blieb, hielt allein der US Chief of Staff of the Army, General George C. Marshall an Anvil fest und hoffte auf eine Verbesserung der alliierten Position in Italien. Die Planungen für Anvil müssten mindestens bis April fortgesetzt werden, wenn es überhaupt diese Operation geben könnte. Auf seine Veranlassung hin legten die amerikanischen Joint Chiefs of Staff die Entscheidungsautorität in dieser Angelegenheit auf Eisenhower.
Am 24. Februar 1944 einigten sich Eisenhower und die britischen Militärs auf einen Kompromiss. Die Planungen sollten bis zum 20. März weiterbetrieben werden. Wegen des stockenden Verlaufs des Italienengagements neigte Eisenhower schließlich dazu, dass Anvil abgesagt werden müsse, es sei denn die beiden alliierten Fronten in Italien könnten vereinigt werden. Zwischen den amerikanischen und den britischen Planern entstand eine Pattsituation. Die Briten wollten Anvil absagen, während US-amerikanische Planer weiterhin an Anvil festhielten. Brig. General Frank N. Roberts, der Chefplaner der amerikanischen Armee, zählte die Nachteile auf, wenn auf Anvil verzichtet würde: Man gerate in politische Schwierigkeiten mit den Franzosen und verlöre für Overlord mindestens zehn Divisionen; zusammen mit den französischen Divisionen würde man sich in Italien zu einem kostspieligen Vormarsch verpflichten, der in der amerikanischen wie französischen Öffentlichkeit wohl nicht mitgetragen würde, und schließlich würde sich damit auch ein Schwergewicht der alliierten Anstrengungen auf den Balkan und Osteuropa richten, was von Churchill favorisiert wurde. In der Folge kam es am 18. April 1944 zu dem Entschluss, Anvil zu verschieben und die Ressourcen auf den italienischen Kriegsschauplatz zu konzentrieren. Am 12. Mai 1944 begann mit der Operation Diadem die Großoffensive in Italien unter Teilnahme der vier Divisionen des Corps expéditionnaire français en Italie (CEF) von General Alphonse Juin. Die Frontlinie und der Anzio-Brückenkopf wurden nach vier Monaten vereinigt und am 2. Juni, vier Tage vor Overlord, die offene Stadt Rom eingenommen.

### Britische Widerstände
Field Marshal Maitland Wilson folgte dennoch weiterhin der britischen These, dass Overlord anderswo als in Südfrankreich unterstützt werden sollte und sprach sich im Sinne Churchills für einen Vorstoß in Italien in Richtung Ljubljana-Lücke und Südungarn aus. Eisenhower hingegen beharrte auf Anvil mit Termin 15. August 1944. Er berief sich darauf, dass die Operationen in der Normandie im Juli 1944 weit hinter dem Zeitplan zurückgeblieben waren. ANVIL würde einen zusätzlichen Hafen geben, eine Route zum Ruhrgebiet öffnen und das französische Maquis unterstützen. Präsident Roosevelt hielt ebenso an den in Teheran festgelegten Maßnahmen fest. Jegliche Operationen in Istrien und auf dem Balkan wären Ablenkungsmanöver und zweitrangig. Er könne dem Einsatz von US-Streitkräften in diesem Gebiet nicht zustimmen. Die Franzosen würden einen Einsatz ihrer Truppen auf dem Balkan nicht unterstützen. Roosevelt abschließend zu Churchill:„Finally, for purely political considerations over here, I should never survive even a slight setback in 'OVERLORD', if it were known, that fairly large forces had been diverted to the Balkans.“

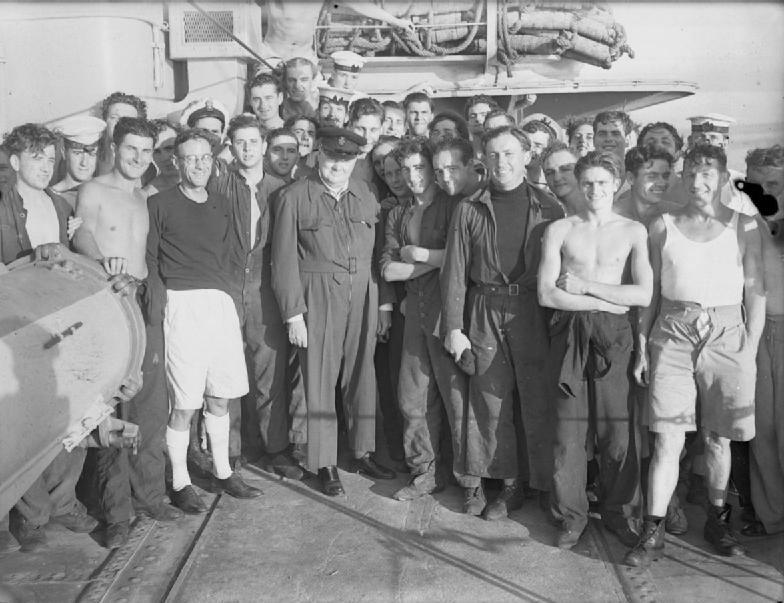
Winston Churchill am 14. August 1944 an Bord von HMS Kimberley

### Roosevelt setzt Operation Dragoon durch
Am 2. Juli 1944 bat Roosevelt den britischen Premierminister Churchill, Field Marshal Wilson anzuweisen, die Planungen für Anvil aufzunehmen:„I am compelled by the logic of not dispersing our main efforts to a new theatre to agree with my Chiefs of Staff.... I always think of my early geometry-'a straight line is the shortest distance between two points“. Churchill ließ sich umstimmen und erteilte Wilson die Weisung. Am selben Tag gaben die amerikanischen Combined Chiefs of Staff (CCS) die Weisung heraus, dass Anvil, nunmehr umbenannt in Operation Dragoon, am 15. August stattfinden sollte und 10 Angriffsdivisionen sowie amphibische und Luftlandeeinheiten einzuplanen seien. Die Umbenennung soll gemäß Eisenhower erfolgt sein, weil Churchill sich zur Landung in Südfrankreich „dragooned“, gezwungen gesehen habe. Dennoch hielt Churchill an seinem Widerstand gegen Dragoon fest. Noch vor dem erfolgreichen Durchbruch in der Normandie bei St. Lo (27. Juli bis 4. August 1944) unternahm er einen erneuten Versuch, Dragoon zu verhindern. Die bretonischen Häfen könnten stattdessen zur Verstärkung von Overlord durch Dragoon genutzt werden. Die JCS entgegneten, dass es derzeit nur geringe Informationen über den Zustand der bretonischen Häfen gäbe, dass diese Häfen sehr viel weiter von den mediterranen Nachschubbasen seien als Südfrankreich und dass unlösbare Schiffsraumprobleme hinsichtlich Angriff und Unterstützung entstünden. Churchill wandte sich hartnäckig an Eisenhower, der bei der militärischen Beurteilung beharrte und den Premierminister an Roosevelt verwies. Erst am 11. August, vier Tage vor Dragoon, gab Churchill seinen Widerstand gegen Anvil-Dragoon auf. Am Morgen des 15. August 1944 ließ Churchill sich auf dem Zerstörer Kimberley von Korsika aus vor die südfranzösische Küste bringen “in order to see the landing of Anvil (sic !), which I had tried so hard to stop, but to which I wished all success.”

## Beteiligte

### Deutsche Aufstellung
An der 650 Kilometer langen Mittelmeerfront zwischen der französisch-italienischen und der französisch-spanischen Grenze hatte die deutsche Armeegruppe G (Generaloberst Johannes Blaskowitz) die 19. Armee unter Führung von General der Infanterie Friedrich Wiese aufgestellt. Ihre drei Armeekorps mit sieben Divisionen standen unmittelbar an der Mittelmeerküste:
Das nur „beschränkt einsatzfähige“ IV. Luftwaffenfeldkorps (General der Flieger Erich Petersen) umfasste zwischen Montpellier und der spanischen Grenze drei Divisionen mit einer Stärke von nur 19.000 Mann, von denen allein die 198. Infanterie-Division (Generalleutnant Otto Richter) als „bedingt zum Angriff geeignet“ galt. Bei der 716. Infanterie-Division (Generalmajor Wilhelm Richter) handelte es sich um einen an der Normandiefront weitgehend zerschlagenen Verband, der durch zwei Ostbataillone verstärkt worden war, in den Worten ihres Kommandeurs „defeated and destroyed“. Die gerade regimentsstarke 189. Reserve-Division (Generalleutnant Richard von Schwerin) war nur „behelfsmäßig beweglich“.
Das LXXXV. Armeekorps (General der Infanterie Baptist Knieß) zählte ebenfalls 19.000 Mann in zwei Divisionen: Die 338. Infanterie-Division (Generalleutnant René de l´ Homme de Courbière) hatte ein Drittel zur Normandiefront abgegeben. Die 244. Infanterie-Division (Generalleutnant Hans Schaefer) enthielt vier Ostbataillone, die ein Viertel der Infanteriekräfte des Korps ausmachten. Die 244. ID sollte nicht nur das von Hitler zur Festung erklärte Marseille, sondern auch dem Raum bis zur Rhone verteidigen.
Das LXII. Armeekorps (General der Infanterie Ferdinand Neuling) war zwischen Toulon und der italienischen Grenze aufgestellt. Ihm unterstanden die 148. Reserve-Division (Generalmajor Otto Fretter-Pico) und die 242 Infanteriedivision (Generalmajor Johannes Baeßler). Beide Divisionen mit ihren 21.000 Mann waren nur begrenzt mobil. Von den zwölf Infanteriebataillonen der 242. ID waren drei armenisch bzw. aserbaidschanisch. Wegen der Aufgabe, den zur Festung erklärten Hafen von Toulon zu verteidigen, war ein erheblicher Anteil der Divisionskräfte der 242. ID ortsgebunden.
Die 11. Panzerdivision (Gen.Lt. Wend von Wietersheim) als Armeereserve war der einzige voll bewegliche Verband im Verteidigungsbereich. Die Division hatte Anfang August 61 Panzer IV an die Normandiefront abgeben müssen und besaß so nur 60 Prozent ihrer Panzerkräfte. Die Division hatte zunächst gänzlich in die Normandie verlegt werden sollen, dann ostwärts Toulouse und wurde auf Blaskowitzes Drängen schließlich in Richtung Mittelmeer in Marsch gesetzt. Am 15. August befand sie sich mit der Masse noch westlich der Rhone im Raum Nimes-Arles. Ihre Verlegung auf das linke Ufer der Rhone, die Wiese in Erwartung der Invasion im Raum westlich Toulon beschleunigt in Gang gesetzt hatte, würde nur mit Fähren zu bewerkstelligen sein, da die Rhonebrücken entweder gesprengt oder durch Bombardierungen unbenutzbar geworden waren.

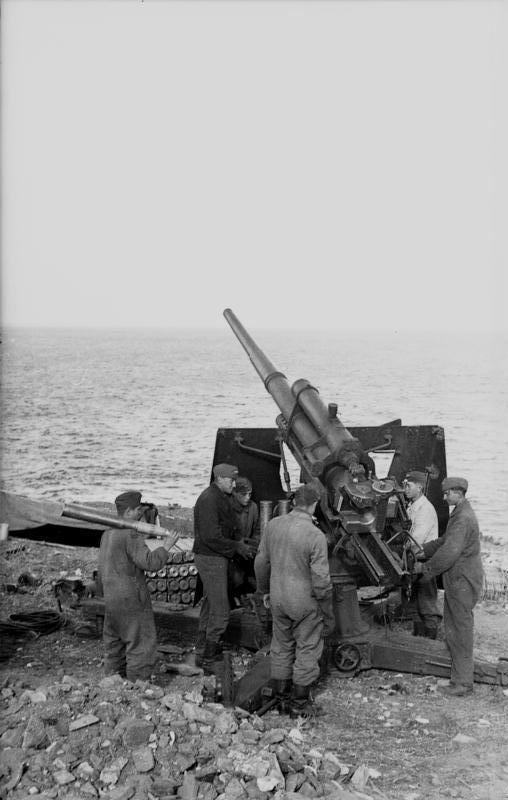
Deutsches 8,8-cm-Geschütz, ungedeckt an der südfranzösischen Küste

Die deutsche Verteidigung litt unter erheblichen Schwächen: In erster Linie waren dies die mangelnde Motorisierung, fehlende Panzerabwehrmittel und unzureichende Ausstattung der Heeresküsten-Artillerieregimenter. 53 der 60 Küstenbatterien standen Beutewaffen verschiedener Provenienzen zur Verfügung, nur 30 Prozent des Personals war deutsch, die Übrigen waren italienische Freiwillige. Von 800 geplanten Bunkerbauten waren 300 fertiggestellt, aber nur 80 mit Waffen versehen. Die Kommunikation der 19. Armee war auf das französische Telefonnetz angewiesen, deren Kabel im Rhonetal durch Kräfte der Forces françaises de l’intérieur (FFI) durchschnitten wurden. Selbst die Armeegruppe besaß nur ein einziges Funkfernschreibgerät. Und schließlich dienten innerhalb der Verbände viele Versehrte, nicht frontverwendungsfähige Soldaten und Offiziere. Insgesamt bestand eine „völlig unzureichende Kampfstärke“. Die deutsche Aufstellung entlang der spezifischen Landegebiete wird trotz aller Bemühungen Wieses und seiner Korps- und Divisionsführer als „extremely weak on the eve of the assault“ eingeschätzt. Hinzu kam ein Chaos an Zuständigkeiten. Der Stabschef der Armeegruppe G, Generalmajor Heinz von Gyldenfeldt, bezeichnete „die Organisation in diesem vom OKW abhängigen Raum [als] geradezu erschütternd“.

### Alliierte Kräfte

#### Landungsflotte
Der Kommandeur der Western Naval Task Force, Vizeadmiral Henry Kent Hewitt befehligte die Landungsoperationen. Am 13. August 1944 hatte er auf USS Catoctin, einem „combined operations and communications headquarters ship“, den Hafen von Neapel verlassen. Die Kommunikationseinrichtungen des Schiffes ließen Admiral Hewitt die Kämpfe koordinieren, mitverfolgen und beobachten

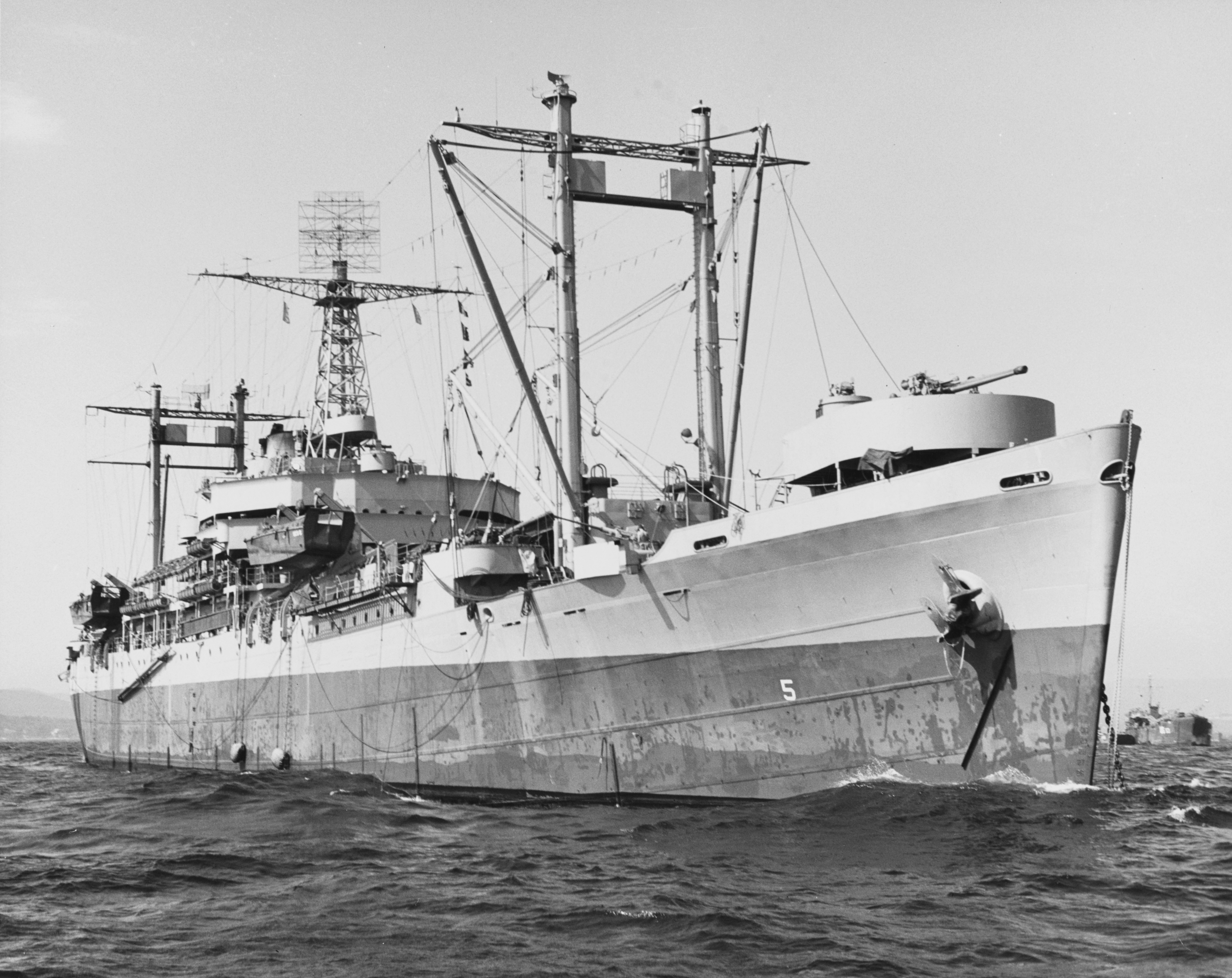
USS Catoctin, Admiral Hewitts Befehlsschiff vor der südfranzösischen Küste

 Seine 8. US-Flotte setzte neun Geleitflugzeugträger ein: Die Träger Khedive, Emperor, Searcher, Pursuer, Attacker, Hunter und Stalker waren Anfang der 40er Jahre in den USA gebaut und an die Royal Navy übergeben worden. Hinzu kamen die ebenfalls brandneuen Träger Tulagi und Kasaan Bay der Casablanca-Klasse, die von vier Leichten Flugabwehrkreuzern und 53 Zerstörern sowie weiteren Geleitzerstörern, Korvetten und Minensuchern begleitet wurden.
Die Sitka Naval Forces waren den Luftlande- und Kommandounternehmen zugeordnet. An der Spitze lief das französische Schlachtschiff Lorraine, begleitet vom Schweren Kreuzer Augusta, den Leichten Kreuzern Dido, Omaha, Cincinnati und Sirius, zehn Zerstörern sowie weiteren kleineren Fahrzeugen.
Die Alpha Naval Forces waren für die Landung der 3. US-Infantry-Division bei Cavalaire-sur-Mer (Alpha Beach) bestimmt. Ihre Transporter und Landungsschiffe wurden durch die Gunfire Support Group mit dem Schlachtschiff Ramillies, dem Schweren Kreuzer Quincy, den Leichten Kreuzern Orion, Aurora, Ajax, Black Prince und der französischen Gloire, 6 Zerstörern sowie 39 Minensuchern geschützt.
Die Delta Naval Forces waren mit der Landung der 45. US-Infantry Division bei Sainte-Maxime (Delta Beach) beauftragt. Die beiden Schlachtschiffe Texas und Nevada, der Leichte Kreuzer Philadelphia, die französischen Leichten Kreuzer Montcalm und Georges Leygues, acht US- und drei französische Große Zerstörer sowie acht Minensucher deckten ihre Transporter. Die Deckungsgruppe sollte sich bei 43° 17.95' N, 06° 57.5' E versammeln, einem 18 Kilometer von der Küste entfernten Areal, von dem aus ein 40 Kilometer breiter Küstenabschnitt zwischen Cannes und Saint-Tropez mit Artillerie zu erreichen war.

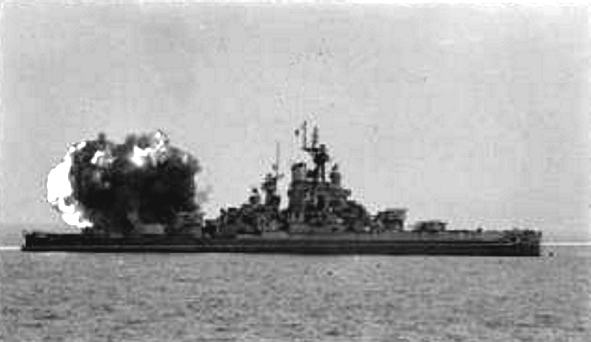
Schlachtschiff Nevada feuert auf die Küste bei Saint Maxime

Die Camel Naval Forces sollten die 36. US-Infantry Division zur Küste von Saint-Raphaël (Camel Beach) bringen. Die 9 Transportschiffe mit 104 Landungsbooten an Bord standen unter dem Feuerschutz des Schlachtschiffes Arkansas, des Schweren Kreuzers Tuscaloosa, der Leichten Kreuzer Brooklyn, Marblehead, Argonaut, Duguay-Trouin und Émile Bertin, 11 Zerstörern und 36 Minensuchbooten.
Auf den Decks der Transportschiffe waren 1375 Landungsboote gestapelt. Sie transportierten 151.000 Mann, 21.400 Panzer und Fahrzeuge aller Arten. Unter diesen waren 40.850 Mann der französischen Verbände mit 2.600 Fahrzeugen, die am Tag D-+1 abzusetzen waren.

#### Landstreitkräfte
Die 7. US-Armee unter Lieutenant General Alexander M. Patch stellte das Hauptquartier mit begleitenden Spezialtruppen. Das in Italien schwer geprüfte VI. US.Corps (Major General Lucian K. Truscott) brachte die 3., 36. und 45. US-Infanteriedivision an die Alpha Force-, Delta Force- und Camel Force-Landeabschnitte. Unter dem Befehl des VI. US-Corps stand die 1. franz. Armee unter General Jean de Lattre de Tassigny mit der 1. Division Française Libre, der 1. Division Blindée (Panzerdivision), der 3. Division d'Infanterie Algérienne und der 9. Division d'Infanterie Coloniale sowie weiteren marokkanischen und algerischen Regimentern.
Am 8. August war mit dem Verladen der Truppen und Fahrzeuge begonnen worden. Die US-Verbände bestiegen ihre Schiffe in Neapel und Salerno, die 1. Division Blindée im algerischen Oran, die 1. Division Française Libre und die 3. Division d'Infanterie Algérienne in Brindisi und Tarent. Die 9. Division d'Infanterie Coloniale mit weiteren marokkanischen Einheiten startete von Korsika aus.

#### Luftlandetruppen
Die First Airborne Task Force (Maj. Gen. Robert T. Frederick) war nur für die Operation Dragoon zusammengestellt worden. In ihr waren drei Fallschirmjägerregimenter organisiert: Das 517. Parachute Infantry Regiment, die britische 2. Independent Brigade Group und die kanadisch-amerikanische First Special Service Force mit zusammen etwa 5.000 Mann sowie eine 800 Mann starke französische Einheit. Die First Special Service Force hatte die Aufgabe, die Îles d’Hyères zu besetzen, die übrigen Fallschirmtruppen und Lastenseglereinheiten waren für den Einsatz im Raum Le Muy bestimmt, einem wichtigen Verkehrsknotenpunkt im Hinterland der Front.

#### Luftstreitkräfte

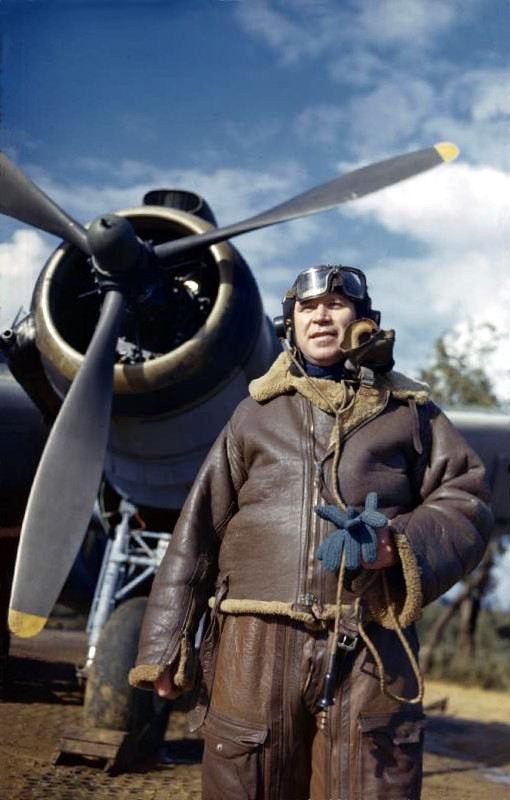
Air Vice-Marshal Hugh Pughe Lloyd im März 1944 vor einer Bristol Beaufighter

Es waren zwei gemischt britische und amerikanische Luftflotten eingesetzt, die von Korsika aus operierten: Die Mediterranean Allied Tactical Air Force (Maj. Gen. John K. Cannon) und die Mediterranean Allied Coastal Air Force (Air Vice-Marshal Hugh Pughe Lloyd). In ihren 39 Squadrons waren etwa 800 Flugzeuge verschiedener Typen eingesetzt. Zusätzlich waren von der 15. Air Force 6 Squadrons leichter Bomber (etwa 130 Flugzeuge) des Typs Douglas A-20 ausgeliehen. Auch die 72 Flugzeuge der Geleitflugzeugträger (bis 27. bzw. 29. August vor Ort) konnten in die Kämpfe eingreifen.

## 15. August 1944: D-Day
Die Landungen an D-Day waren ein voller Erfolg der Alliierten: Es wurden bei geringen Verlusten 60.150 Soldaten und 6.737 Fahrzeuge an Land gesetzt.

### Alliierte Luftoperationen
Der Stab der Mediterranean Allied Air Forces (MATAF) unter Lt. General Ira C. Eaker hatte die Pläne zur Unterstützung einer Invasion in Südfrankreich bereits im Dezember 1943 begonnen; am 12. Juli 1944 waren sie fertiggestellt. Der MATAF unterstanden die britische Desert Air Force und das US-amerikanische XII Air Command. Desert Air Force sollte weiterhin die italienische Front unterstützen, das XII Air Command wurde nach Korsika verlegt. Die Insel würde Hauptoperationsbasis insbesondere für den Nachschub sein. Das XII Air Command befehligte die 15. Air Force and die Mediterraneaan Allied Tactical Air Force. Es verfügte über folgende Luftstreitkräfte:
- XII Tactical Air command und 87th Fighter Wing mit Flugplätzen auf Korsika: 18 Squadrons Republic P-47 Thunderbolt Jagdbomber (um 450 Maschinen), 11 Squadrons Supermarine Spitfires (um 220 Maschinen), 4 Squadrons Leichte Bomber Douglas A-20 (um 60 Maschinen), 1 Squadron North American P-51 in der F6a-Version (Photoaufklärung), 4 Squadrons Spifire-Aufklärer und 1 Squadron Bristol Beaufighters (um 15 Maschinen). 26 dieser Squadrons waren US-amerikanisch, 12 britisch und 1 französisch.
- 42. Bombardment Wing mit Flugplätzen auf Sardinien: 16 Squadrons Bomber Martin B-26 Marauder (240 Maschinen), davon 12 amerikanisch, 4 britisch.
- 57. Bombardment Wing mit 3 Flugplätzen auf Korsika: 12 Squadrons Bomber North American B-25, (180 Maschinen), alle USAAF.
- Provisional Troop Carrier Air Division, Hauptquartier in Lido di Roma, Flugplätze in Galera, Ciampino, Brindisi, Tarquinia, Voltone, Monte Alto, Canino, Orberello, Ombrone, Grosseto, Follonica: 32 Squadrons Douglas C-47 Transporter (um 450 Maschinen), alle USAA.

#### Logistikaufbau
Korsika hatte für die Versorgung von Flugplätzen und Personal mit schweren Gütern und Treibstoff nur zwei Häfen: Ajaccio mit einer Kapazität von 6.000 t/Tag für Libertyschiffe bis 7 m Tiefgang und Bastia mit 2.000 t/Tag für Küstenschiffe. In Porto Vecchio wurde ein künstlicher Hafen erbaut und eine Pipeline nach Bastia verlegt mit einer Liefermenge von 5,6 Mio. Liter Treibstoff am Tag. Da alle Brücken und Tunnels der Insel von den Deutschen beim Abzug zerstört worden waren, verlief der gesamte Transport zu den Feldflugplätzen über LSTs zu kleinen Küstenhäfen und von dort per LKW. Allein die Bombenmenge für die Mittleren Bomber betrug 52.000 t. Dies war nur möglich, weil im Hafen von Cagliari, Sardinien, Libertyschiffe entladen konnten, deren Güter mit Küstenfrachtern nach Korsika weiterbefördert wurden. 1943 hatte es zwei kleine Flugplätze auf Korsika gegeben: Ajaccio und Calvi auf der Westseite. Bis zum 10. August 1944 waren weitere 12 Flugplätze auf- und ausgebaut.
Auf dem italienischen Festland bestand durch die große Anzahl an C-47-Squadrons ebenfalls eine logistische Herausforderung, die vor allem im Heranbringen der Treib- und Schmierstoffmengen bestand: Der einzige Hafen mit Tanklagern war Neapel, im Mittel etwa 150 Kilometer von den Flugplätzen entfernt. 30 LKW transportierten im Tag- und Nachteinsatz je Tag 400.000 Liter Flugzeugbenzin zu den Standorten, kurz vor D-Day sogar 560.000 Liter.

#### Angriffe im Hinterland und an den Küsten
Die südfranzösisch-italienische Küste war in vier Zonen unterteilt: Sète, Marseille, Toulon und Genua, um mit den Angriffen keine Anhaltspunkte für die Landestellen zu liefern. Die Luftangriffe liefen in 4 Phasen ab:
- Phase 1: 1.–10. August 1944, Angriffe zur Zerstörung deutscher Kommunikationseinrichtungen, von Eisenbahnbrücken im Rhonetal und von Flugplätzen in der Po-Ebene.
- Phase 2: 11. August bis 3.50 Uhr an D-Day, Angriffe auf deutsche Radar- und Artilleriestellungen von Viareggio im Osten bis Béziers im Westen.
- Phase 3: von 3.50 bis 8.00 Uhr an D-Day, Angriffe zur maximalen Zerstörung der deutschen Küsten- und Landesverteidigung mit allen verfügbaren Kräften.
- Phase 4: von „H hour“, etwa 8.00 Uhr, und während des ganzen D-Days Angriffe gegen Artilleriestellungen, Truppenkonzentrationen und Eisenbahnbrücken. Diese Angriffe mit Mittleren Bombern hielten im Rhonetal den ganzen übrigen Monat an[41].

Der eigentlichen Invasion ging eine Täuschungsoperation voraus. 5 C-47 Transporter starteten von Ajaccio in 5-Minutenabständen, täuschten mit „Window“- Aluminium-Streifen eine Flotte von 200 Flugzeugen vor und warfen Fallschirmspringerdummies nordwestlich von Toulon ab.
Zwischen dem 28. April 1944, dem Bombenangriff auf Toulon und dem 10. August 1944 (Phase 1) wurden mehr als 6.000 Einsätze geflogen und 12.500 t Bomben abgeworfen. Mit 8.353 t galt der mit Abstand größte Teil der Bomben Kommunikationseinrichtungen, es folgen Häfen mit 2.133 t, Industrie mit 141 t und Flugplätze mit 872 t. Auf die Ziele in Phase 2 wurden 5,408 Einsätze geflogen mit 6.740 t abgeworfenen Bomben. Dabei gingen 15 Schwere und 4 Mittlere Bomber, 2 Fernaufklärer und 29 Jagdflugzeuge oder Jagdbomber verloren.
Phase 3 begann an D-Day um 3.50 Uhr. Alle 450 Jagdbomber sowie etwa 500 Mittlere Bomber flogen 959 Einsätze, von denen 610 effektiv waren. Auf die drei Landungsabschnitte sowie auf Artilleriestellungen wurden 774 t Bomben abgeworfen, wobei 5 Bomber und 1 Jagdbomber verloren gingen. Diese Angriffe hielten bis 7.30 Uhr an. Die Strände wurden über ihre gesamte Länge von 70 m seewärts bis 400 m landeinwärts bombardiert.

#### Unterstützung durch 8. und 15. Air Force
Die 8. Air Force flog von England aus am 1. August 1944 einen Angriff auf deutsche Flughäfen und Brücken im Raume Dijon. Die Luftflotte hatte hierfür 1.291 Bomber und 432 Jagdflugzeuge eingesetzt (Mission 508). Am 7. August operierte die 15. Air Force mit 700 B-17- und B-24-Bombern gegen Ziele im südöstlichen Frankreich: Sie attackierten Öllager bei Le Pouzin, Le Pontet und Lyon, Eisenbahnbrücken von Le Pouzin, Avignon, Tarascon, Saint-Rambert-d’Albon und Givors, Industrieanlagen bei Portes-lès-Valence und Miramas sowie U-Boot-Einrichtungen in Toulon. 43 Lockheed P-38 flogen Tiefflugangriffe gegen deutsche Flugplätze von Orange-Plan de Dieu und Valence-Chabeuil. Am 12. August griffen 200 B-24 Bomber der 15. Air Force Artilleriestellungen bei Marseille, Toulon, und Sète an. Mehr als 100 North American P-51 waren auf Radarstellungen und Beobachtungsstellen an der südfranzösischen Küste angesetzt. Am 13. August folgten Angriffe mit fast 500 B17 und B24-Bombern gegen Artilleriestellungen bei Toulon und Sète sowie gegen die Rhonebrücken von Pont-Saint-Esprit, Avignon und Orange sowie gegen die Drômebrücke von Crest. Die Zerstörung des Übergangs über die Drôme bei Crest sollte eine alternative Nord-Südroute zu den Rhonetalstraßen verhindern. 31 Lockheed P-38 waren auf den Flugplatz Montélimar-Ancone angesetzt. Am 14. August 1944 unternahm die 15. Air Force mit 540 B-24 und B-17-Bombern Angriffe auf Positionen bei Toulon und Genua. 145 P-38 und P-51 beschossen Radarstellungen an der südfranzösischen Küste. Die 8. Air Force bombardierte mit 108 B-24 die Flugplätze Lyon-Bron, mit 83 B-24 Dijon-Longviv und Dole-Tavaux mit 70 B-24.

### Landungen
Die Landungen verliefen in zwei Phasen: In der Nacht von D-Day -1 landeten Kommandotruppen und Fallschirmspringer mit verschiedenen präzisen Aufgaben. Danach folgten an D-Day die Anlandungen an den Stränden ab 8.00 Uhr (H-hour) mit drei Infanteriedivisionen und die Landungen der Lastenseglertruppe.

#### Kommandoaktionen
Die Task Force 86 (Rear Admiral Lyal A. Davidson) mit Truppen der 1. Special Service Force und der Groupe de Commandos d’Afrique  verließ Korsika am Morgen des 14. August und befand sich gegen 22.00 Uhr 5 SM südöstlich der Île du Levant. Die 1. Special Service Force war mit der Besetzung der Île du Levant und Port Cros beauftragt und sollte die dortigen Artilleriestellungen einnehmen. Die Groupe de Commandos d’Afrique, bis zum 10. August 1944 in Agropoli am Golf von Salerno trainiert, hatte die Order, bei dem Toulon vorgelagerten Cap Nègre zu landen, die Küstenstraße zu blockieren, bis 2 Meilen nördlich des Caps vorzudringen und dort die linke Flanke der Hauptangriffskräfte zu sichern. Dabei sollten sie die deutschen Batterien auf Cap Nègre und auf dem Cap Benat unschädlich machen, wovon Letztere die Landungen bei Cavalaire bedrohten. Beide Operationsgruppen wurden als Sitka-Forces, ihre Ziele als Sitka Assault Areas bezeichnet.
Die Transporter (LST) und Begleitschiffe der Task Force 86 waren seit Anfang August in folgenden Häfen versammelt:
- Castellabate: Kommando-Troop-Schiffe HMCS Prince Henry, HMS Prince Baudouin (USA C-1097), Zerstörer USS Roper, USS Greene (DD-266/AVD-13/APD-36), USS Tattnall (DD-125), USS Osmond Ingram (DD-255/AVD–9/APD-35), USS Barry (DD-248)
- Agropoli: Kommando-Troop-Schiffe HMCS Prince David, HMS Princess Beatrix, HMS Prince Albert (4.35), Zerstörer USS Carmick (DD 493) und RHS Themistocles (L 51)
- Neapel: Transporter Lookout, Leichter Kreuzer Dido, Zerstörer Somers und Gleaves, Minensucher Augusta
- Insel Maddalena: Minensuchergruppe
- Bastia: ASRB (Air-Sea-Rescue-Boats) mit Radardetection
- Ajaccio: Netzlegerschiffe USS Hackberry, USS Pepperwood (YN-31/AN-36)
- Calvi: PT-Boote 202, 203, 207, 211, 213, 214, 215, 216, 218, ML (Motor Launches) 559, 560, 562, 56T

Mit Ausnahme des Schlachtschiffs Lorraine und der PT-Boote verließen diese Schiffe am Vormittag des 14. August 1944 den gemeinsamen Treffpunkt vor Propriano. Um 15.00 Uhr traten die PT-Boote dem Convoy bei und verließen ihn um 18.35 Uhr, um vor Toulon in Sicherungsstellung zu gehen. Um 20.20 Uhr wurde die Geschwindigkeit auf 18 Knoten erhöht und von Convoy- auf Landungsformation übergegangen. Um 21.04 und 38 SM von der Küste entfernt registrierte die Deckungsgruppe deutsche Radarsignale, die zwei Minuten später durch Jamming unterdrückt wurden. Die Temperatur betrug 26 °C; bei 4–5 Knoten Wind herrschte eine mondlose Nacht. Eine Stunde später wurde im PPI auf 33 km Entfernung die Insel Porquerolle detektiert. Um 21.50 nahmen die Artillerieunterstützungsschiffe ihre Positionen ein. Um 23.35 verließ die erste Welle von Landungsbooten (LCVP) die großen LST-Mutterschiffe, während 6 Nachtjagdflugzeuge das Sitka-Gebiet sicherten.
15. August 1944: Um 0.30 Uhr meldeten Scouts von der Île du Levant, es sei keine feindliche Bewegung erkennbar. Ab 1.30 Uhr erreichten die Angriffswellen die Strände ohne Widerstand.
Um 3.30 wurden zwei Seefahrzeuge aus Richtung Marseille kommend identifiziert. Um 4.40 leuchtete der Zerstörer Somers die Schiffe an und, nachdem keine Antwort erfolgte, feuerte Somers nach Radarortung eine Salve auf eines der unidentifizierten Schiffe, später als Korvette UJ 6082 (ex-ital. Antilope) identifiziert, die sogleich unter Rauchentwicklung ihre Geschwindigkeit verminderte. Auf 5.000 Meter eröffnete Somers um 5.10 Uhr das Feuer auf das deutsche Geleitschiff SG 21, Bernd von Arnim (ex-franz. Admiral Sénès), das zu entkommen suchte. Mit 25 Knoten verkürzte Somers auf 2.400 Meter und feuerte eine Breitseite, die SG 21 in Brand setzte und schließlich explodieren ließ. Um 5.20 Uhr wandte Somers sich UJ 6082 zu und schoss eine Salve auf weniger als 3.000 Meter. Der überlebende Teil der Besatzung verließ das Schiff, wonach ein Bording Kommando der Somers das brennende Schiff enterte und wertvolle Unterlagen erbeutete. Ab 6.25 Uhr rettete Somers zusammen mit PT-Booten 99, zum Teil schwer verbrannte Überlebende.
Um 5.50 Uhr meldeten die Landekräfte, dass die Landungen auf der Île du Levant, Port Cros und bei Le Rayol bei geringer Gegenwehr erfolgreich waren, die Batterie auf Levant außer Gefecht sei. Auf Port Cros ergab sich Fort Man um 3.00 Uhr, Fort de la Vigie um 8.15 Uhr, Fort de Moulin am 16. August um 11.50. Das Fort de l’Estissac wehrt sich hartnäckig und es benötigte den mehrfachen Beschuss durch den Kreuzer Augusta und schließlich den des Schlachtschiffs Ramillies, bis sich am 17. August um 13.45 Uhr die deutsche Besatzung ergab.

#### Alliierte Luftlandetruppen

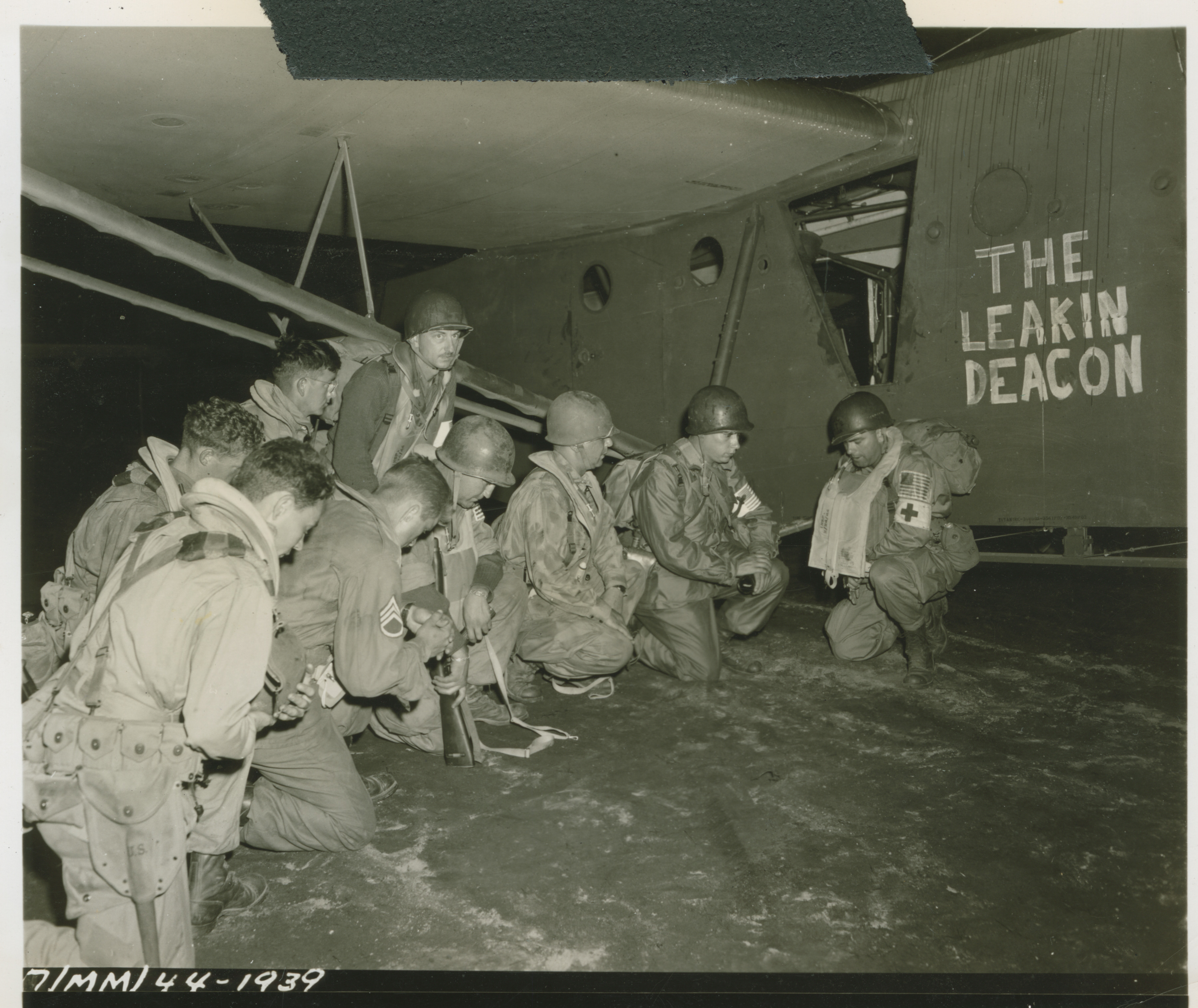
Die Besatzung eines Lastenseglers vor dem Start nach Le Muy

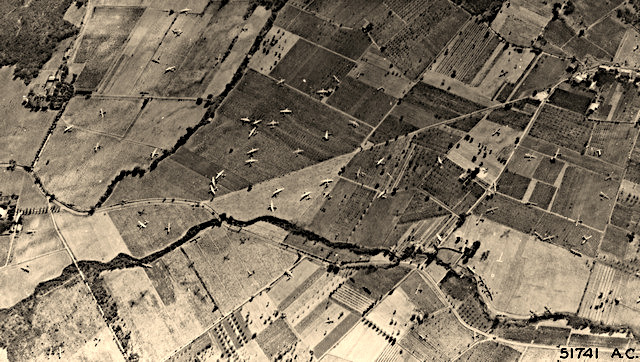
Bei Le Muy am 15. August 1944 gelandete Lastensegler (National Archives USAF 51741)

Wie bei Operation Overlord sollten auch bei Dragoon Luftlandeeinheiten im Binnenland hinter der Küste abgesetzt werden. Sie sollten dort dem Gegner die Möglichkeit nehmen, Verstärkungen zu den Landeabschnitten zu bringen. Hierfür erwies sich der flache Talkessel bei Le Muy als ideal, da durch das Städtchen die Toulon und Cannes verbindende Küstenstraße verlief.
Am 25. Juli hatten die Stäbe der Provisional Troop Carrier Division den Ablaufplan festgelegt. Als Startplätze standen 14 Feldflugplätze zur Verfügung: Ciampino, Galera (nördl. Perugia), Marcigliano (bei Lucca), Fabrisi, Viterbo, Tarquinia, Voltone, Montalto, Canino, Orbetello, Ombrone, Grossetto, Fallonica und Piombino (Solenzara und Alesan)
Um 0.30 Uhr starteten drei Pfadfindergruppen zu je drei C-47 Skytrain – Flugzeugen vom Flugfeld Ciampino. Die Maschinen hatten auf Radartechnik basierende Plan Position Indicators (PPI) an Bord. Ihre Mission war wenig erfolgreich, weil nur drei Maschinen ihre Absetzzonen trafen.
Während der Startphase der 396 C-47, welche die Fallschirmjäger transportierten, wurden mehrere Flugzeuge geringfügig beschädigt. Ein Flugzeug der 439th Troop Carrier Group stürzte beim Start ab und brannte aus, zwei Flugzeuge prallten gegen Lastwagen und erlitten leichten Schaden, und zwei weitere Flugzeuge derselben Gruppe kollidierten beim Rollen. In Anbetracht der mondlosen Nacht und der teilweise recht provisorischen Pisten waren dies geringe Verluste.
Die Flugroute verlief von den Formierungszonen im Gebiet von Rom entlang der italienischen Küste zur Insel Elba, dem ersten Checkpoint. Sie setzte sich fort bis zur Insel Giroglia an der Nordspitze Korsikas. Im weiteren Verlauf leiteten auf Position gesetzte Schiffe den Kurs bis zum Landfall bei Agay. An den Formierungszonen, auf Elba, der Nordspitze Korsikas, auf drei im Abstand von 50 Kilometern stationierten Schiffen sowie am Landfall bei Agay waren Eureka-Baken aufgestellt, deren Signale von den Rebecca-Empfängern der Flugzeuge aufgenommen werden konnten. An diesen Stellen leuchteten prismatische Scheinwerfer zur Korrektur. Sie konnten aus 12 Kilometer Entfernung gesehen werden, bis Nebel hinter der Küste und über der Landezone sie verdeckte.
Die C 47-Transporter flogen in neun Serien von jeweils 45 Flugzeugen in V-Form, mit 5-Minuten-Intervallen Spitze zu Spitze zwischen den Serien. Sie entluden ihre Fallschirmtruppen ab 4.12 bis 5.09 Uhr. Ab 8.14 bis 8.22 Uhr folgten die Landungen von 38 Waco CG-4A – und Horsa-Lastenseglern. Später am Tag entließen nochmals 42 C-47 ihre Springer. Von 18.10 bis 18.59 landeten weitere 335 Waco -Segler. Die Lastensegler flogen paarweise nach rechts hinten gestaffelt. Ihre Serien aus 48 Flugzeug- / Seglerpaaren wurden mit Acht-Minuten-Intervallen eingesetzt, wobei zwischen den Serien Leitflugzeuge flogen. Die C-47 trugen im Absetzeinsatz jeweils 22 Mann, die Horsa – Gleiter 25 Mann oder entsprechende Lasten. und die Waco – Gleiter 13 Mann bzw. entsprechende Lasten. Die Absetzungen waren zu 85 Prozent erfolgreich. 25 Flugzeuge der Serie 8 setzten wegen eines technischen Fehlers vorzeitig ab. Zwei Springergruppen landeten vor der Küste von Saint-Tropez, die übrigen vereinigten sich mit FFI-Kräften und besetzten St. Tropez. 25 Flugzeuge einer anderen Gruppe entließen ihre Paratrooper 28 Kilometer nördlich von Le Muy bei Fayance. Am Ende des Tages waren fast alle Männer dieser Gruppen an ihren Landezonen.
Wegen der umgebenden Berge war die Absetzhöhe auf ungewöhnliche 450 bis 600 Meter Höhe festgelegt worden. Die Schleppgeschwindigkeit der Segelflugzeuge lag bei 190 km/h und die Absetzgeschwindigkeit für die Paratroopers bei 177 km/h. Ein Flugzeuggespann der ersten Lastenseglerserie, das Artillerie- und Panzerabwehrwaffen trug, setzte planmäßig um 8 Uhr zur Landung an, kreiste wegen der starken Bewölkung eine Stunde lang und landete um 9.00 Uhr. Ein Schleppflugzeug mit Lastensegler musste umkehren. Ein weiteres Segelflugzeug landete vor der Küste und ein Segler zerbrach in der Luft über dem Meer. Die überall in den Landezonen in den Boden gerammten Pfahlhindernisse erwiesen sich als nicht effektiv, auch wenn die Pfähle den Segelflugzeugen und in einigen Fällen auch deren Ladung erheblichen Schaden zufügten. Offensichtlich hatten die französischen Bauern, die gezwungen waren, die Pfähle zur Flugabwehr zu setzen, so wenig Arbeit wie möglich geleistet. Die Pfähle waren im Durchschnitt 3,6 m hoch und hatten einen Durchmesser von 15 cm, waren weniger als 60 cm tief in den Boden gegraben worden und standen im Allgemeinen mehr als 12 m auseinander. Sie dienten in vielen Fällen als zusätzliche Bremskraft für die Segelflugzeuge

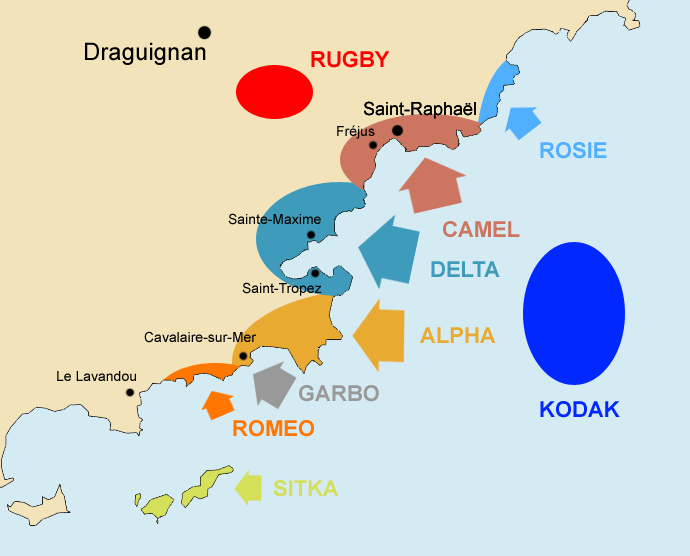
Landezonen und -strände

Trotz anfangs dichtem Nebel konnte die Provisional Troop Carrier Division bei Le Muy an drei Lande- und Absetzzonen 8.631 Fallschirmspringer und Lastenseglertruppen plus Ausrüstung absetzen, gefolgt von Nachschubflügen am folgenden Tag.

#### Vorbereitendes Artilleriefeuer auf Landestrände, Schiffsartillerieziele von H-70 bis H+5 (6.50–8.05 Uhr)
Der Kommandeur der Support Force Group (Schiffsartillerie-Deckungsgruppe), Admiral Lyal. A. Davidson, und der Artillerieoffizier des Leichten Kreuzers USS Brooklyn, G.K. Williams, Mitglied des Stabs der Support Group, unternahmen im Juli 1944 eine Informationsreise an die Overlord-Strände der Normandie. Im Bericht zeigten sie sich tief beeindruckt von der Stärke und Festigkeit des Betons der deutschen Artilleriebunker. Sie äußerten hohe Anerkennung für den Einfallsreichtum hinsichtlich Position und Tarnung. Dabei stellten sie die mangelnde Zuverlässigkeit der den Landungen vorausgegangenen Bombardierungen aus der Luft fest. Sie erkannten die herausragende Funktion der Schiffsartillerie und den notwendigen Einsatz von panzerbrechenden Geschossen gegen Betonanlagen. Es sei von entscheidender Bedeutung, das Feuer der Schiffartillerien auf die Strände bis zum letzten Moment vor dem Anlanden aufrechtzuerhalten, wobei die Wirkung entweder aus der Luft oder von einem speziellen LCT zu beobachten sei. Ein schwer zu lösendes Problem würden Unterwasser-Hindernisse sein, da das Mittelmeer keine Tide hat. Auf ihre Anforderung hin wurden deshalb von den Rampen der LCMs bis zum Strand Pontons als Dammwege installiert.
Die sorgfältige und detaillierte Vorbereitung beschrieb u. a. nicht weniger als 82 verschiedene deutsche (französische, tschechische etc.) Geschütztypen und deren Reichweiten, vermutlich durch Resistance-Kämpfer ermittelt, dazu auch die Positionen von 250 in den Angriffssektoren durch Luftaufnahmen festgestellten Zielen, von der Festung über Bunker und Geschützstellungen bis zu MG-Stellungen, angelehnt an das britische (metrische) Gridsystem und bis auf einen Quadratmeter als z. B. U 516 172: concrete pillbox vorgegeben.
Die Artillerieoffiziere der Schlachtschiffe und Kreuzer (Deckungsgruppe) peilten an ihren 18 Kilometer vor den Küsten liegenden Ankerstellen zuvor definierte Referenzpunkte an und konnten von da an jedes Ziel nach Richtung und Entfernung erreichen. Jedes Schiff hatte seine Ziele und die hierfür notwendige Salvenanzahl zugeteilt. Es zeigte sich dabei u. a. die enorme Feuerkraft der Leichten Kreuzer Brooklyn und Philadelphia, die mit ihren fünf 15-cm-Drillingstürmen in der Minute bis zu 150 panzersprengende Granaten von je 60 kg Gewicht auf bis zu 24 Kilometer Entfernung verschießen konnten.

#### Landungen an den Stränden
An den Stränden landeten ab H=0 (08:00) die drei Divisionen des 6. US-Corps mit zusammen um 45.000 Mann, dazu 2.000 Fahrzeuge, darunter DUKWs, LKWs, Jeeps, Panzer und Haubitzen: Die 3. US-Infantry Division bei Cavalaire-sur-Mer und Pampelonne (Alpha Beaches) im Westen, die 45. US-Infantry Division im Angriffszentrum bei Sainte-Maxime (Delta Beaches) und die 36. US-Infantry Division im Osten bei Saint-Raphaël (Camel Beaches). Die Angriffsfront erstreckte sich damit auf nur 40 Kilometer Breite.

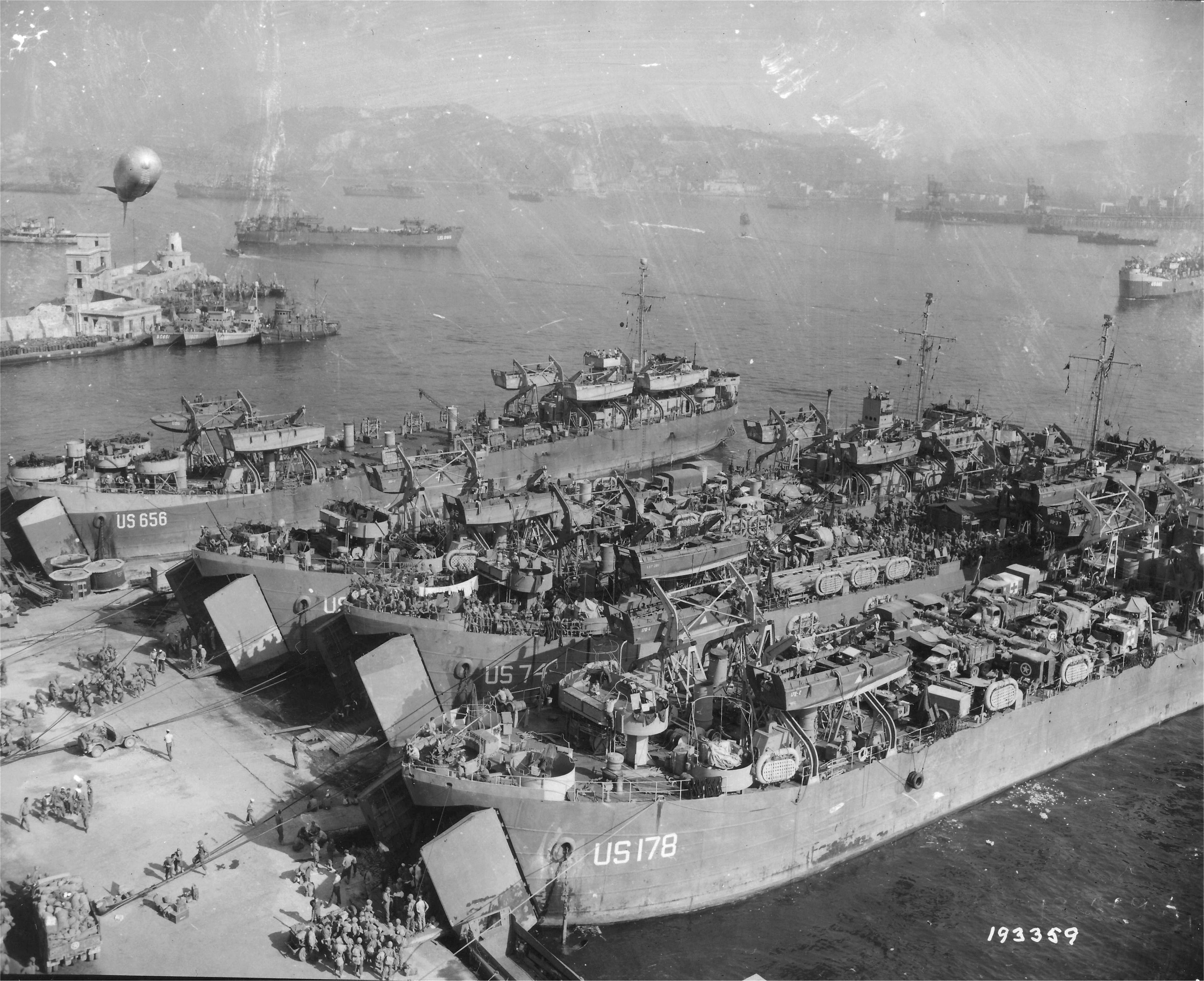
Beladung von LST-s im Hafen der Halbinsel Nisida vor der Bucht von Neapel; die 100 m lange USS 178 war im Vorjahr in zweieinhalb Monaten Bauzeit am Ohio auf der Evansville Shipyard, Indiana, dem größten Hersteller von LST-s der USA, erbaut worden. 1944 verließ alle vier Tage ein LST die Schiffswerft. An Deck der LST-s sind LCM-s an Hochdavits aufgehängt.

- Alpha Beach: Die 3. US-Infantry Division hatte zuvor in Nordafrika, Sizilien, Salerno und Anzio gefochten. Ihre drei Infanterieregimenter waren zwei Stränden zugewiesen: Das 7. US-Infantry Regiment am Alpha Red Beach von Cavalaire-sur-Mer und das 15. US-Infantry Regiment am Alpha Yellow Beach am 10 Kilometer östlich gelegenen Pampelonne. Das 70. US-Infantry Regiment war Divisionsreserve und folgte der Landung an Alpha Red Beach[66]. Das Gebiet wurde vom 4. Bataillon (Ost) (765. Gren.-Reg., 242. Infanteriedivision) verteidigt, unterstützt von zwei Feldartilleriebataillonen und einer Küstenartilleriebatterie. Von 07:10  bis 07:45 klärten bei laufendem Feuer der Schiffsartillerie (Deckungsgruppe) leichte Minensuchboote das Gebiet zwischen 1.500 und 100 Meter vor den Stränden. Von 07:50 bis 07:58 feuerte die Deckungsgruppe mit Artillerie und Raketen auf die Strandabschnitte, um die deutsche Gegenwehr niederzuhalten. Von 07:15 waren funkgesteuerte LCVPs, beladen mit hochexplosiven Sprengstoffen, auf Alpha Red Beach gesteuert worden. Einige trafen mit Minen bewaffnete Betontetraeder und öffneten so Kanäle durch diese Offshore-Hindernisse, andere detonierten am Strand und ließen Minen explodieren. Es folgten 21 mit Raketen ausgerüstete Landungsboote der führenden Angriffswelle, deren Raketen zwischen 07:50 und 07:56 die Küstenlinie trafen. Ab 08:00 landeten die Landing Crafts Mechanised (LCM) mit Truppen, gefolgt von Landing Crafts Tanks (LCT) mit Panzern und Haubitzen. Ein Panzer traf eine Mine und sank, ebenso zwei LCVPs, was zu sechzig Opfern führte. Bei leichter Gegenwehr waren die Strände ab 08:50 neutralisiert. Das 7. US-Infantry Regiment erreichte die Küstenstraße, nahm Cavalaire ein und traf bei Cap Nègre auf französische Kommandotruppen. Die Ost-Truppen der 242. Infanteriedivision, von den Luft- und Seebombardements erschüttert, ergaben sich sofort „und liefen sogar über“[67]. Gegen Abend hielt das Regiment eine Linie von Cap Nègre bis La Môle 11 Kilometer landeinwärts. Das an der rechten Flanke der Division am Alpha Yellow Beach gelandete 15. Infantry Regiment hatte gegen 13:30 die Halbinsel von Saint-Tropez eingenommen und versammelte sich bei Dunkelheit westlich des Städtchens zum Marsch auf das 30 Kilometer entfernte Collobrières, um dort die Blue-Line, das Ziel von D+1, zu erreichen[68].
- Delta Beach: Die 45. US-Infantry Division war nach einem 10-tägigen Training im Hafen von Bagnoli (Neapel) eingeschifft worden. Sie besaß dieselbe Gefechtserfahrung wie die 3. US Infantry. An den Delta-Stränden gab es keine Offshore-Hindernisse. Die Luft- und Seebombardierung hatte bereits einen Großteil der deutschen Artillerie zerstört. Auch hier verteidigte nur ein einziges Bataillon, das 1. Bataillon des 765. Grenadierregiments, unterstützt von einem Feldartillerie-Bataillon und einer Marinebatterie. Ein deutsches 75 mm-Geschütz feuerte einige wirkungslose Schüsse auf Landungsboote ab, bevor ein US-Zerstörer das Geschütz zerstörte. Drei 81-mm-Mörser feuerten von Cap Sardineaux etwa sechzig Schüsse ab, bevor auch sie zerstört wurden. Die Verteidiger ergaben sich der offensichtlichen Übermacht nach kurzer Zeit. Das 3. Bataillon schwenkte von Delta Red Beach entlang der Route nationale 98 nach Südwesten Richtung Sainte-Maxime und musste wegen des starken Widerstandes auf Marineunterstützung zurückgreifen, bevor es die Stadt um 15.30 Uhr sicherte. Danach traf das Bataillon am Westufer des Golfs von St. Tropez auf Truppen der 3rd Infantry Division. Die übrigen Bataillone erreichten von ihren Strandabschnitten aus Gebiete bis acht Kilometer nördlich von Sainte-Maxime, wobei der deutsche Widerstand sich versteifte. Eine Vorausabteilung traf gegen 20:30 auf das 509. Fallschirmjägerbataillon bei Le Muy.

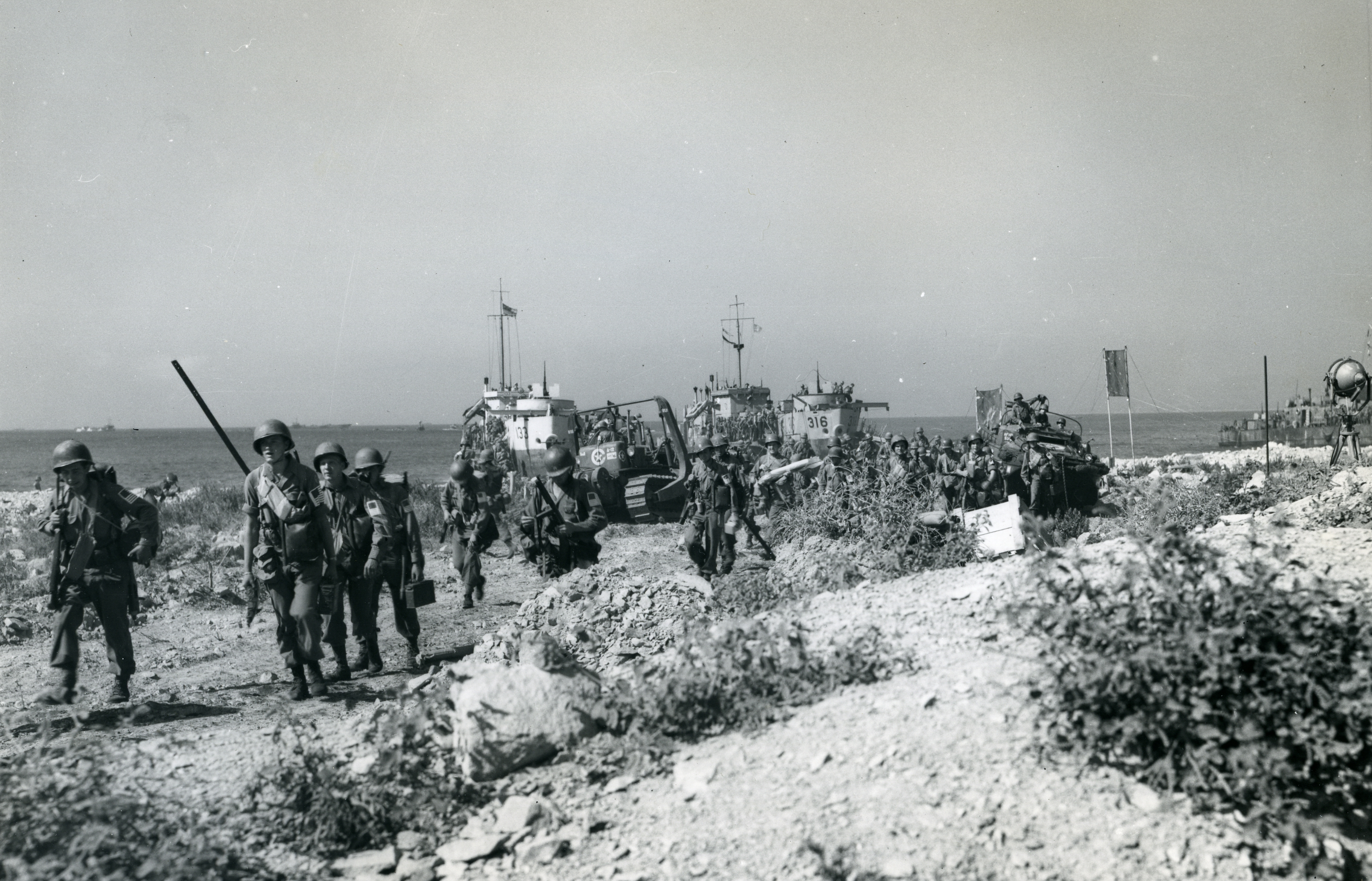
Truppen der 36. Infantry Division verlassen an Camel Green drei nebeneinander angelandete LST-s steuerbordseitig. Eine Planierraupe beräumt einen Marschweg durch das bombardierte Gelände. Rechts ein deutscher Scheinwerfer, im Hintergrund Schiffe der Deckungsgruppe

- Camel Beach: Truppen der 36. Infantry Division verlassen an Camel Green drei nebeneinander angelandete LST-s steuerbordseitig. Eine Planierraupe beräumt einen Marschweg durch das bombardierte Gelände. Rechts ein deutscher Scheinwerfer, im Hintergrund Schiffe der Deckungsgruppe Die aus Texas stammende 36. Infantry Division war am 2. April 1943 in New York eingeschifft worden. 11 Tage später landete sie in Algerien und absolvierte ein Trainingsprogramm. Sie nahm nicht an der Operation Husky, der Landung auf Sizilien teil, sondern kam erstmalig am 9. September 1943 bei der Operation Avalanche, der Landung in der Bucht von Salerno zum Einsatz. Bei der Schlacht am Rapido-Fluss im Februar 1944 verlor die Division im Angriff gegen die deutsche 15. Panzergrenadier-Division 1.681 Mann, darunter 143 getötet, 663 verwundet, und 875 vermisst von 6.000 Mann der beiden eingesetzten Regimenter, einer der schwersten Tagesverluste der US-Armee einer einzelnen Einheit im 2. Weltkrieg. Am 22. Mai war die Division noch kurzzeitig an dem Ausbruch aus dem Brückenkopf von Anzio (Operation Diadem) beteiligt. Camel Green war der wichtigste Landestrand im Angriffsraum der 36. Infantry Division, 8 Kilometer östlich von Saint-Raphaël neben dem Cap Dramont gelegen. An den steilen Strand grenzte unmittelbar die wichtige Bahnstrecke Toulon-Cannes. Hier waren zwei Bataillone des in Italien schwer getroffenen 141. Infantry-Regiments eingesetzt. Deren Aufgabe war es, über die neben der Bahnstrecke liegende Küstenstraße zur benachbarten Bucht von Agay vorzurücken und die Seiten der als Reede (Agay Roadsted) vorgesehenen Bucht zu sichern. Dieselbe Aufgabe hatte, von Camel Blue ausgehend, einem 5 Kilometer östlich gelegenen, nur 90 Meter breiten Landestreifen, ein weiteres Bataillon des 141. US-Infantry Regiments. Wegen der vor Saint-Raphaël und der Bucht von Fréjus bei Camel Red erwarteten heftigen Gegenwehr der deutschen Kräfte sollte der Angriff des 142. Infantry-Regiments dort erst ab 14.00 Uhr einsetzen[69].
  - Bei Camel Green wurden keine Unterwasser-Hindernisse vorgefunden; zwischen 9.00 und 13.00 Uhr störte sporadisches Feuer deutscher Artillerie das Entladen. Die Artillerie wurde durch Schiffsartillerie ausgeschaltet. Bei Camel Blue war ein bis 9.00 Uhr feuerndes Maschinengewehr auszuschalten. Die deutschen Osttruppen ergaben sich rasch. Am Kopf der Bucht von Agay versteifte sich der deutsche Widerstand, der erst gegen 17. Uhr überwunden war. Nun standen die geschützte Reede der Bucht von Agay und der hervorragende Entladestrand an deren Kopf zur Verfügung.
  - Bei Camel Red trafen die Angreifer auf starken Widerstand. Vor der Bucht von Fréjus lag eine Minensperre, die ab 11.00 Uhr durch Minensucher geräumt wurde. Vor der Strandlinie lagen einfach- und doppelreihig Tetraeder und an den Stränden lagen zwei Reihen in Rollen ausgelegter Stacheldraht, gefolgt von einem 2,10 Meter hohen und 0,9 Meter dickem Beton-Antipanzerwall mit vorgelagertem, 3,6 Meter tiefem Panzergraben, dazu Minenfelder auf dem Strand, dem hinter dem Strand gelegenen Flugplatz und den ins Land führenden Straßen. In die Panzersperre waren MG-Positionen und Bunker eingebaut. Vor der Hafenfront von Saint Raphael waren 88-mm-Geschütze eingegraben, die den gesamten Strand bestreichen konnten. In den Hügeln südlich des Argens standen eine 75 mm und eine 105 mm Batterie, eine weitere 105 mm Batterie 2 Kilometer nördlich der Stadt, zwei Batterien 105 mm Haubitzen nordwestlich des Hafens und mehrere Flugabwehrgeschütze in der Region verteilt. Von 13.00 Uhr an hatten das 1911 gebaute Schlachtschiff Arkansas, der Schwere Kreuzer Tuscaloosa und der Leichte Kreuzer Brooklyn mit ihrer enormen Feuerkraft, unterstützt von drei Zerstörern, die Verteidigungseinrichtungen 45 Minuten lang unter Feuer genommen. Der Versuch, danach Fahrtkanäle für die Landungsboote zu beräumen, scheiterte; 3 von 14 Landungsboote wurden durch die deutsche Artillerie bereits 3.000 Meter vor dem Strand versenkt. Der Angriff wurde um 14.15 Uhr abgebrochen[70]. Das 142. Infantry Regiment sollte über Camel Green anlanden, wo es keinen Widerstand mehr gab. Bereits um 15.15 Uhr hatten die Truppen, dem 141. IR nachfolgend, Camel Green erreicht und standen gegen 20.00 Uhr bei Saint-Raphaël.

## 16./18. August 1944: Hitlers Rückzugsbefehl
Der Durchbruch der 3. US-Armee George S. Pattons bei Saint-Lô im Rahmen der Operation Cobra und die Einnahme von Avranches am 30. Juli 1944 zeigte erstmals die Gefahr eines großen, operativen Durchbruchs der Alliierten aus der Normandiefront auf. Generalfeldmarschall Günther von Kluge als Oberbefehlshaber West und Chef der Heeresgruppe B drängte bei Hitler und dem Oberkommando der Wehrmacht vergeblich auf operative Entschlüsse, insbesondere die Aufgabe von Süd- und Mittelfrankreich. Der von Hitler befohlene Gegenangriff bei Mortain (Unternehmen Lüttich) mit sechs Panzerdivisionen, vor dem von Kluge gewarnt hatte, erstickte am 6.–7. August bei hohen Verlusten in massiven angloamerikanischen Luftangriffen. Nach dem Scheitern des Gegenangriffs beantragte von Kluge erneut die Aufgabe von Südfrankreich. Als am 9.–10. August Pattons Panzerkräfte über Le Mans und Alençon nordostwärts vorstießen, erkannte die Heeresgruppe B die Absicht, die beiden Normandiearmeen (5. Panzerarmee und 7. Armee) westlich der unteren Seine einzukesseln. Sie verlangte, dass die deutschen Verbände nördlich der Seine sich zurückziehen müssten und wies erneut auf die Notwendigkeit hin, die Armeegruppe G mit der 1. und der 19. Armee aus dem Süden abzuziehen, die den weiteren Anschluss nach Osten hin bilden sollte.
Am 13. August erreichten Meldungen von Schiffsansammlungen vor Ajaccio (an der Westküste von Korsika) die Wehrmachtführung. Die Landung an der französischen Mittelmeerküste zeichnete sich ab. Hitler und das OKW lehnten jedoch weiterhin eine Rücknahme der Armeegruppe G ab. Am 14. August befand sich von Kluge südlich von Falaise im Austausch mit seinen Armee- und Corpsführern. Die Verbindung zu seinem Stab war am 15. August ab 9.30 Uhr abgebrochen. Im Auftrage Hitlers fragte Generaloberst Alfred Jodl mehrmals beim Generalstab der Heeresgruppe an, „ob von Kluge zum Feind gefahren sein könnte“.
An diesem Tag beantragte von Kluges Stabschef, General Günther Blumentritt, den Ausbruch der 5. Panzer-Armee und der 7. Armee aus dem sich schließenden Ring an der Orne bei Putanges und Falaise. Hitler verbot den Ausbruch. Generalfeldmarschall von Kluge befahl ihn daraufhin eigenmächtig, wurde am 17. August durch Generalfeldmarschall Walter Model ersetzt und nahm am 18. August bei Dombasle-en-Argonne, einem seiner Einsatzorte im Ersten Weltkrieg, Zyankali. „Die Möglichkeit, die Kräfte der Armeegruppe G ungedrängt vom Gegner zurückzunehmen und mit ihnen zum Aufbau einer neuen Front der bereits schwer ringenden Heeresgruppe B beizutragen, hatte man verschenkt“. Am 16. August schließlich, einen Tag nach D-Day der Operation Dragoon, unterschrieb Hitler den Rückzugsbefehl für die 19. Armee, doch erst am 18. August morgens erreichte der Befehl die Armeegruppe G in Avignon, den Stab der 19. Armee sogar erst am Nachmittag des 18. August, 48 Stunden nach der Unterschrift Hitlers.

## Deutsche Gegenreaktionen
Am Nachmittag des 14. August hatten Stabsoffiziere der 19. Armee versucht, das Ziel des durch eigene Flugzeuge erkannten Geleits bei Ajaccio zu berechnen. Am 15. August wurden um 5.20 Uhr die Luftlandungen bei Le Muy gemeldet. Die Route National Nr. 7 war damit für die Zuführung von Truppen in Richtung Osten blockiert. Den mehr als 5.000 Fallschirmjägern der ersten Welle standen dort nur 3 deutsche Kompanien gegenüber. Um 7.00 ordnete General Wiese an, im 35 Kilometer westlich Le Muy gelegenen Brignoles Kräfte in der Größe einer Divisionskampfgruppe zusammenzuziehen, darunter das Grenadierregiment 932 und eine Artillerieabteilung der 244. Infanterie Division. Diese sollten gegen die Kommandoeinheiten vorgehen. Zunächst konnte aber nur ein Bataillon herangeführt werden. Fünf weitere Bataillone steckten ebenso wie die Masse der 11. Panzerdivision auf dem rechten Ufer der Rhone fest, da alliierte Bomber die restlichen Rhonebrücken im Laufe des Tages zerstört hatten.
Der Befehlshaber der Armeegruppe G, Johannes Blaskowitz, befand sich am 15. August noch bis 17.00 Uhr im 250 Kilometer westlich von Avignon gelegenen Rouffiac bei Toulouse. Der Armeeführer traf erst am Morgen des 16. August beim Armeeoberkommando 19 ein. Dessen Verbindung zum LXII. Armeekorps (242. und 148. ID) in Draguignan war abgerissen. Der am 16. August um 6.30 Uhr schließlich begonnene Angriff gegen Le Muy umfasste anstelle der geplanten Divisionsstärke nur 2 Bataillone und die Artillerieabteilung. Auf halbem Wege bei Le Luc wurden die Kräfte zerschlagen. Währenddessen stauten sich an den drei zwischenzeitlich eingerichteten Fährstellen bei Arles, Vallabrègues und Avignon sowie an der wenig belastbaren Brücke von Avignon größere Einheiten, die auf das Übersetzen warteten. Sie standen unter ständigen Tieffliegerangriffen von Trägerflugzeugen.
In dieser Situation traf der Rückzugsbefehl Hitlers am Nachmittag des 18. August ein. Er enthielt auch die Weisung, dass Toulon und Marseille als Feste Plätze mit je einer Division zu halten seien. Der von ULTRA abgefangene Befehl lag am selben Nachmittag dem VI. US-Corps entschlüsselt vor, welches entsprechende Maßnahmen für eine Rückzugsverfolgung einleiten konnte. Die östlich Cannes eingesetzte 148. Reserve Infanteriedivision wurde in Richtung Ligurische Alpen abgezogen.

## 17.–19. August 1944: Ausbruch aus der Landezone, Befreiung von Toulon und Marseille

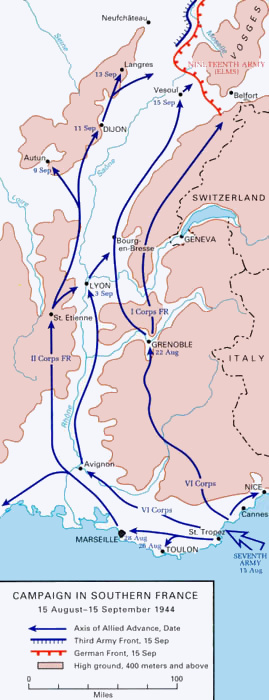
Vormarsch der 7. Armee nach Norden bis Mitte September

Mit dem Wissen um den deutschen Rückzugsbefehl formulierte der Chef des VI. US.Corps, General Lucian K. Truscott, drei Ziele und teilte seine Truppen entsprechend ein: Ein erstes Ziel würden die Häfen von Toulon und Marseille sein, die man für den Nachschub benötigte. Die Hauptkräfte sollten sich westwärts zum Rhonetal hin bewegen und dort sich nach Norden vorankämpfen. Als Drittes befahl er noch am 17. August die Task Force Butler, eine mit starken Panzerkräften versehene, vollmobilisierte Einheit, in Richtung Norden durch das Durancetal. Sie erreichte das in den Seealpen gelegene Gap am 19. August und stand mit ihren Spitzen am Folgetag vor Grenoble. Damit verblieb den deutschen Truppen als Rückzugsweg nur das Rhonetal.

### Task Force Butler
Die Task Force Butler, benannt nach ihrem Kommandeur, Brigadegeneral Frederic B. Butler, hatte als Kern die 117. Cavalry Reconnaissance Squadron, verstärkt durch ein gepanzertes Feldartilleriebataillon, ein Panzerbataillon, eine Jagdpanzerkompanie, ein motorisiertes Infanteriebataillon, ein Pionierbataillon und technische Dienste. Die etwa 1.500 Mann starke Truppe verfügte über 17 leichte Panzer M3 Stuart, 36 M4 Sherman-Panzer, 12 M10 Wolverine Jagdpanzer, 26 M3 Halbkettenfahrzeuge, 40 M8 Greyhound Spähpanzer, 6 M8 Scott 75 mm Panzerhaubitzen, 18 M7 105 mm Panzerhaubitzen, 135 Willys MB – Jeeps und 30 6-ton 6×6 Trucks. In dieser Ausstattung war sie allen deutschen Kräften im Kampfgebiet nach Beweglichkeit und Kampfkraft weit überlegen. Die 36. Infantry Division war zu ihrer Reserve und Nachhut befohlen.
Die Kampfgruppe startete am frühen Morgen des 18. August von ihrem Biwac nördlich Le Muy. Am Nachmittag fand Butler in Draguignan den Korpskommandeur (LXII), General Ferdinand Neuling auf einer Bank sitzend vor, nice quiet dignified weep(-ing) (leise würdevoll weinend). Neuling und der Feldkommandant (800) von Draguignan, Generalmajor Ludwig Bieringer, waren vom U.S. 551. Parachute Infantry Battalion gefangen genommen worden. Am Nachmittag des 18. August hatte die Kampfgruppe das 80 Kilometer vom Ausgangspunkt bei Le Muy entfernte Riez erreicht. Butlers Bericht vom Jahre 1948 hebt die enorme Hilfe hervor, die regionale FFI-Gruppen in der Feindaufklärung leisteten. Eine Piper Cub als Beobachtungsflugzeug habe den Tag über zuverlässig gegnerische Stellungen gemeldet und dabei durch bloßes Überfliegen die deutsche Artillerie niedergehalten. Es folgten Digne-les-Bains, wo sich 600 Mann kampflos ergaben, Sisteron und Gap am 19. August. In Gap übergab der deutsche Kommandant die Garnison nach kurzer Verhandlung mit 1.100 Mann. Die Route Napoléon durch die Seealpen war damit gesperrt. Am Abend des 20. August, in Sichtweite von Grenoble, erreichte Butler ein Funkbefehl Truscotts: Die Task Force solle sich mit äußerster Geschwindigkeit 170 Kilometer nach Westen bewegen, um bei Montélimar den Rückzug der deutschen Truppen durch das Rhonetal zu stoppen. Am 21. August befand sich die Task Force bereits im Rhonetal.
- Den 8 SS-Unterführern des SD-Sipo-Außenpostens Draguignan[81] war die Flucht gelungen. Sie waren neben vielfachen Mord- und Foltertaten an Resistancekämpfern und Zivilpersonen insbesondere für die Massaker von Signe[82] vom 18. Juli und 12. August an 37 Kämpfern sowie einem amerikanischen Offizier[83][84] mitverantwortlich. Allein der SS-Unterscharführer Adolf Höber konnte gefasst und am 5. Oktober 1944 in Draguignan zu 10 Jahren Haft verurteilt werden. Zwei französische Kollaborateure wurden wegen Hochverrats hingerichtet[85].

### Toulon und Marseille
Die Angriffe auf die Hafenstädte Marseille und Toulon wurden von Alexander Patch der Première Armée Française unter Führung von General Jean de Lattre de Tassigny übertragen, die am 16. August, D-Day+1, mit zunächst 3 Divisionen gelandet war. Den Angriff des 2. Corps d'Armée auf Toulon befehligte General Edgard de Larminat. Er verfügte über die erste Gruppe des Korps mit der 1. Division Motorisée d'Infanterie und der 9. Division d’Infanterie Coloniale mit zusammen 55.000 Mann. Die zweite Gruppe war General Joseph de Goislard de Monsabert anvertraut mit 12.000 Mann der 3. Division d'Infanterie Algérienne und Teilen der 1. Division Blindée (1. Französische Panzerdivision).

#### Schlacht von Toulon (20.–28. August 1944)

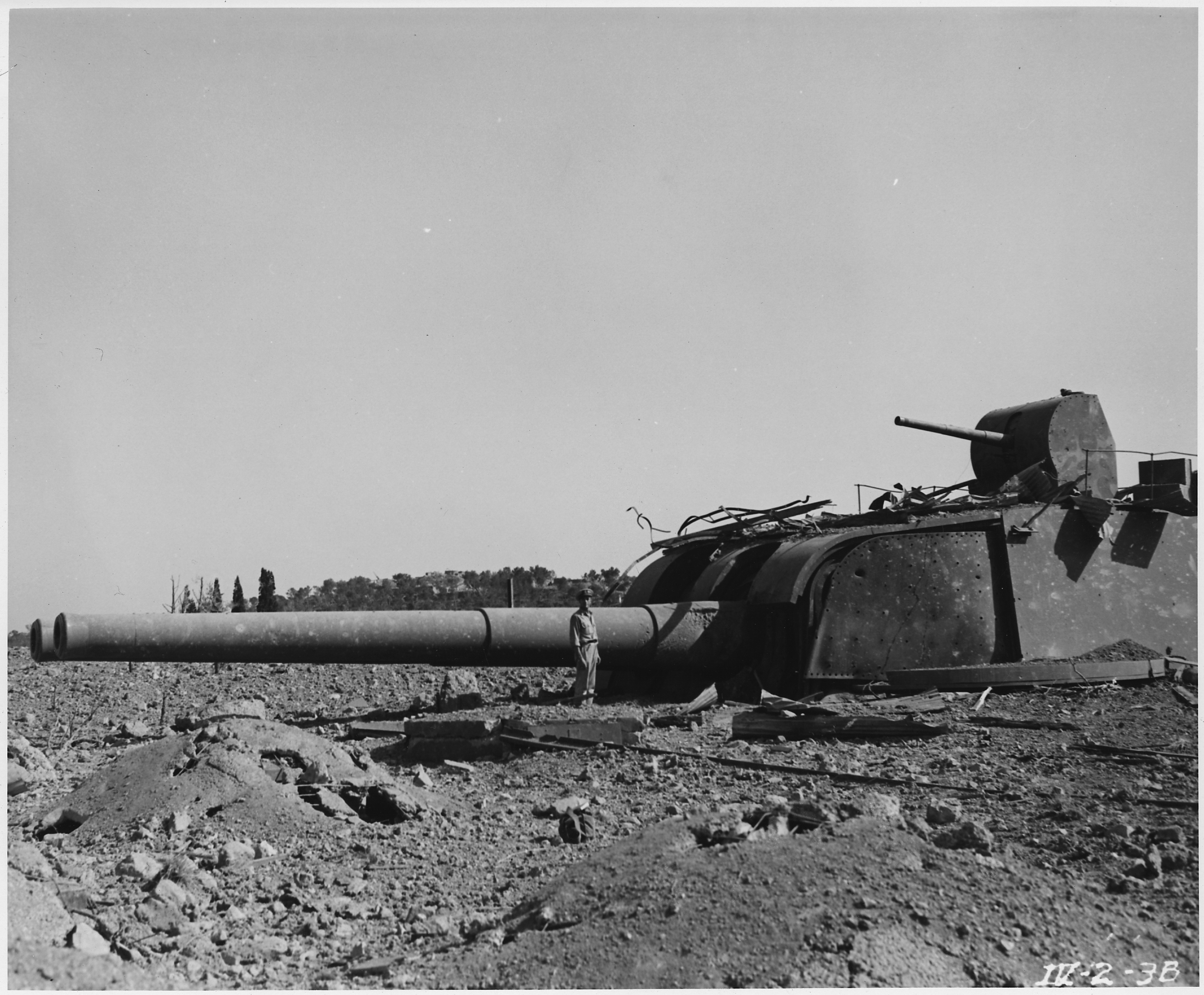
34 cm Zwillingsgeschütz von 1912, Halbinsel Saint-Mandrier, Toulon; nach dem 28. August 1944

Der zum Festen Platz erklärte Hafen von Toulon sollte von der 242. Infanteriedivision mit etwa 10.000 Mann, mit 5.500 Mann aus Luftwaffenpersonal und 2.800 Mann der Kriegsmarine unter dem Befehl von Generalleutnant Johannes Baeßler „bis zum letzten Mann“ verteidigt werden. Die Verteidiger widerstanden 6 Tage lang dem französischen Angriff; 1.000 Mann sind gefallen, 17.000 gingen in Gefangenschaft. Baeßler selbst kapitulierte schwerverwundet und erlag, nach Wien repatriiert, im November 1944 seinen Verletzungen. Vor Beginn der Kämpfe hatten die deutschen Verteidiger etwa 100.000 Menschen aus der Stadt evakuiert.
Am 19. August schossen von 16–17 Uhr die Schlachtschiffe und Kreuzer Augusta, Lorraine, Nevada, Kearny, Ericsson, Eberle und Gleaves mit ihrer schweren Artillerie auf die dem Toulonaiser Hafen vorgelagerte Halbinsel Saint-Mandrier und auf den Hafen. Ziel war die auf der Halbinsel einbetonierte 34-cm-Batterie Cépet (Big Willie) mit vier Zwillingsgeschützen, die vom französischen Schlachtschiff Provence ab dem Jahr 1942 abgebaut worden waren. Die Geschütze besaßen eine Reichweite von 36 Kilometern. Nevada erzielte einen Treffer auf dem Schlachtschiff Strasbourg, das in der Lazeret-Bucht nördlich der Halbinsel bereits auf Grund lag. Am Morgen des 20. August folgten Luftangriffe. Durch Beobachtungsflugzeuge gesteuerte Schiffsartillerie feuerte den Tag über an. Bis zum 26. August beschossen die alliierten schweren Schiffseinheiten der Task Force 86 täglich und in enormem Ausmaß Geschützpositionen auf Saint-Mandrier, Porquerolle, der Halbinsel Giens, dem Cap Sicie sowie auf den Höhen nördlich der Stadt. Hier hielten sich die Verteidiger hartnäckig und beschädigten mehrere der eingesetzten Schiffe. Die Dokumente der Task Force 86 geben je Tag nicht nur die Positionen der Schiffe und deren Angriffsziele, sondern auch die jeweiligen Schuss- (rounds) und Kaliberzahlen an.
Die französischen Truppen griffen in zwei Gruppen an: De Larminats Korpsgruppe marschierte vom Abend des 19. August an westwärts entlang der Küste, während Monsabert von Norden her die Stadt angreifen sollte. Während die auf der Küstenstraße von Osten vorrückenden Einheiten durch starken deutschen Widerstand bei Hyères festgehalten wurden, gelangten Monsaberts Voraustruppen am 20. August von Nordwesten her bis auf 4 Kilometer an den Hafen heran. In den folgenden Tagen kam es zu heftigen Kämpfen in Stadt und Hafen, bei denen die französischen Truppen 2.700 Mann durch Tod oder Verwundung verloren. Am 26. August kapitulierte schließlich die deutsche Besatzung, und am 28. August folgte noch die Kapitulation einer Marinegruppe unter Konteradmiral Heinrich Ruhfus.

#### Schlacht von Marseille (21.–28. August 1944)

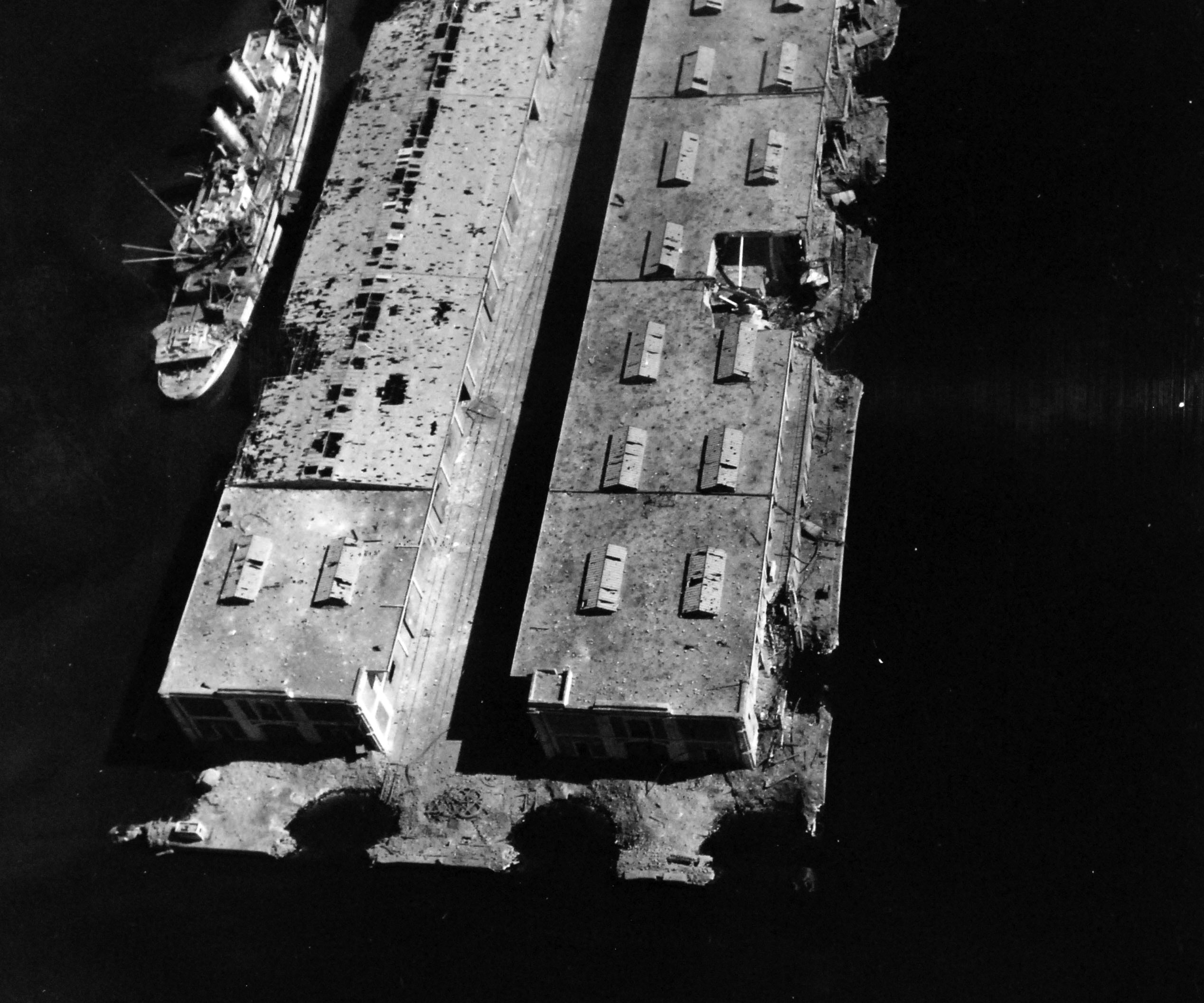
Die punktförmigen Sprengungen machten Kais über insgesamt 8.000 Meter unbrauchbar

Der Feste Platz Marseille wurde von einem verstärkten Regiment der 244. Infanteriedivision mit 6.500 Mann, 3.900 Mann der Luftwaffe und 2.500 Mann der Kriegsmarine unter Generalleutnant Hans Schäfer verteidigt. Schäfer hatte in den wenige Kilometer östlich Marseille gelegenen Orten Aubagne und Gémenos des Huveaune-Tales erhebliche Teile seiner Truppen aufgestellt. Das 1. Régiment Groupement Tabors Marocain (GTM) des Colonel George Leblanc überwand am 21. August eine starke deutsche Sperrfront bei Cadolive, 25 Kilometer nordöstlich Marseille und eröffnete den Zugang zu den deutschen Stellungen bei Aubagne und Gémenos, wo am 22. und 23. August heftige Kämpfe stattfanden. Das 7. Régiment de Tirailleurs Algériens (7e R.T.A.) hatte am 22. August die Anhöhe Plan de l'Aigle am Südrand der Stadt erreicht. In der Stadt bestanden bereits seit dem Vortag ein Generalstreik der Bevölkerung und ein Aufstand der Résistance. Am 23. August kämpften sich die algerischen Tirailleurs durch die Stadt und erreichten am Abend die Wasserfront. In den Folgetagen kam es zu heftigen Kämpfen in den Stadtquartieren. Am 27. August nahm die 1. Gruppe der marokkanischen Tabor die Festung Saint-Nicolas ein. Am 28. August kapitulierte Schaefer mit seinen verbliebenen 11.000 Mann. Die französischen Einheiten hatten 1.825 Mann tot oder verwundet verloren. Am 29. August kapitulierten auch die Marinetruppen auf den Marseille vorgelagerten Frioul-Inseln Pomegues, Ratonnau and Château d’If. Die den Hafen sperrenden Artilleriestellungen der Inseln waren schwer aus der Luft und von USS Augusta bombardiert worden.

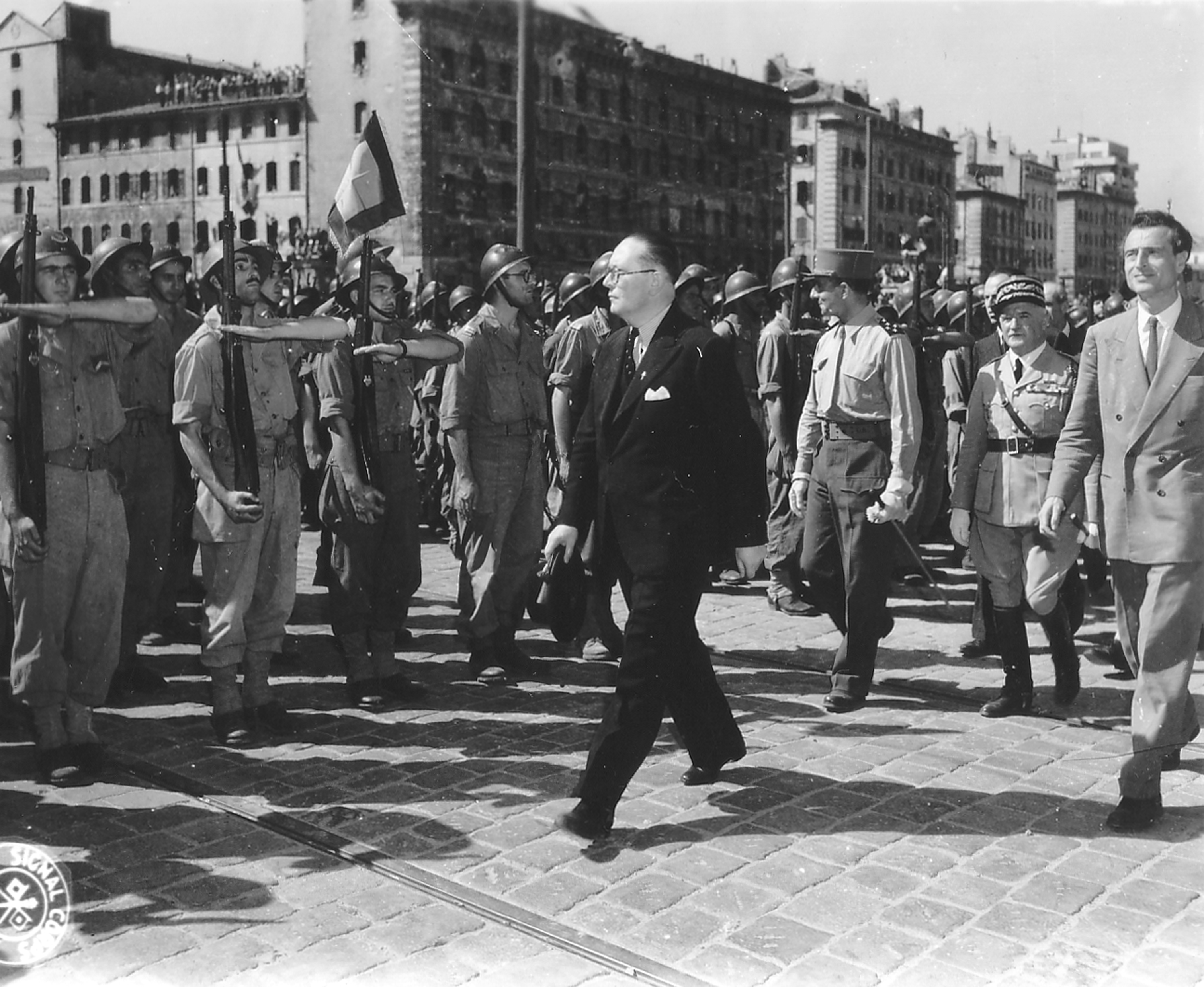
29. August 1944: Parade französischer Truppen im befreiten Marseille. Bildmitte: Commissaire de la Guerre André Diethelm, rechts daneben folgend General Jean de Lattre de Tassigny, General Joseph de Goislard de Monsabert und Comissaire des Inneren Emmanuel d'Astier de La Vigerie

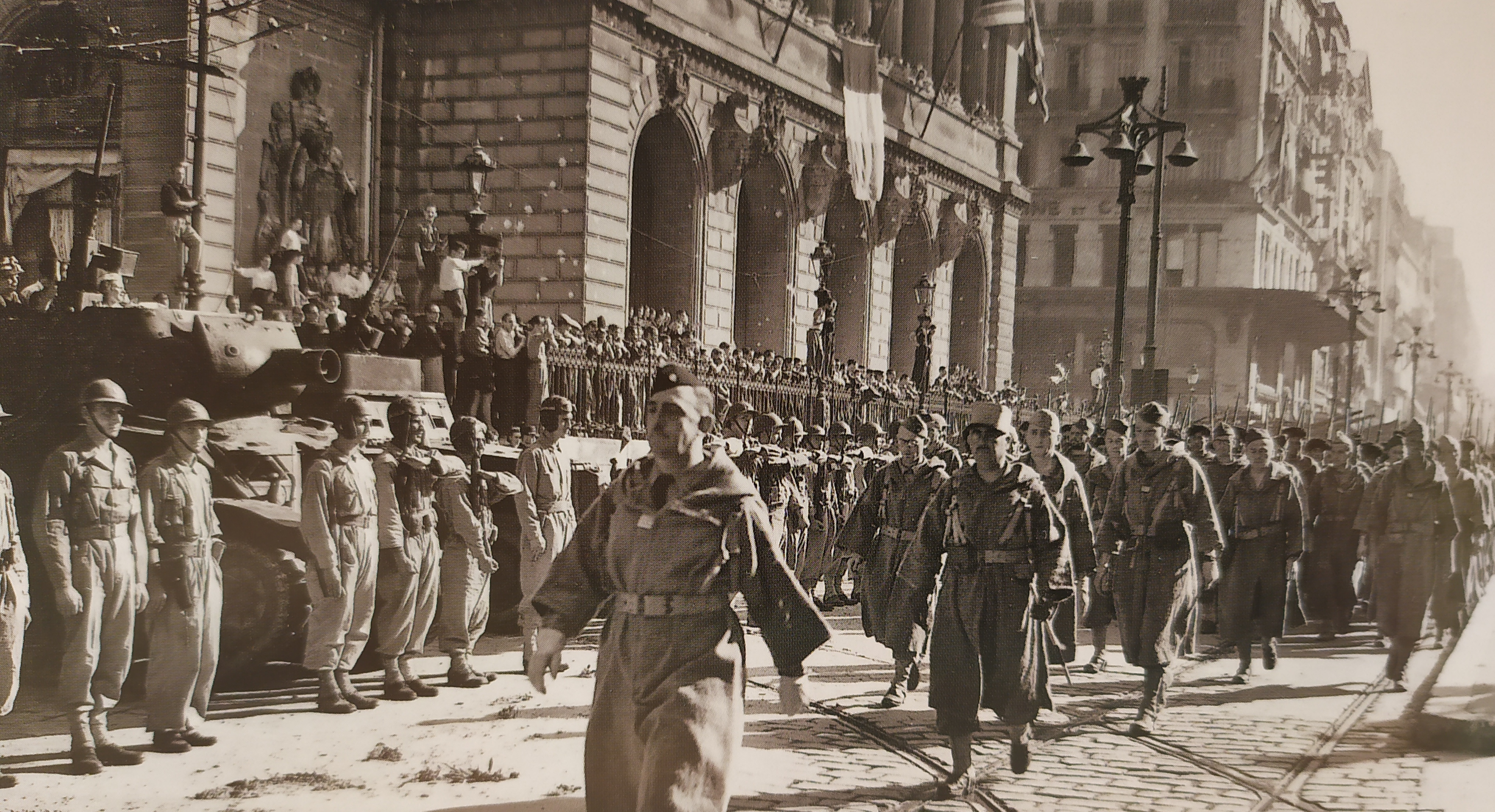
29. August 1944: Vorbeimarsch des 1. Regiments Groupement Tabors Marocain (GTM), an der Spitze Colonel George Leblanc; die Goumiers und ihre französischen Offiziere tragen den traditionellen Burnus. Links eine M8 Scott Panzerhaubitze

- Parade vom 29. August 1944: Einen Tag nach dem Ende der Kämpfe fand zu Ehren der französischen Armee und Marine sowie der Forces Françaises des Intérieurs ein militärisches Zeremoniell statt, dem eine Parade durch die Stadt folgte. Angeführt von den Generälen de Lattre de Tassigny und de Monsabert und drei Vertretern der Provisorischen Regierung der Französischen Republik, André Diethelm, Resistancekämpfer und Commissaire de la Guerre, Raymond Aubrac, Resistancekämpfer, Überlebender der Caluier Verhaftungen und Commisaire régional de la République  sowie dem Chef der Résistancegruppe Libération Sud und Comissaire des Inneren Emmanuel d'Astier de La Vigerie, defilierten die Truppen über die Kaiflächen des Alten Hafens und über den Quai des Belges[92]. Drei Tage nach der Parade zur Befreiung von Paris vom 26. August 1944 war nun auch die zweitgrößte Stadt Frankreichs befreit.
- SiPo-SD von Marseille: Dem Befehlshaber der Sicherheitspolizei und des SD (BdS) in Frankreich, SS-Gruppenführer Carl Oberg, unterstanden 17 Kommandeursstellen der SiPo-SD (KdS), darunter der KdS Marseille. Die Dienststelle mit etwa 60 SS-Agenten war in einer Villa in der repräsentativen Rue Paradis untergebracht. In Aix-en-Provence, Avignon, Nimes und Alés befanden sich Außenstellen mit jeweils um 8 SS-Agenten. Die Abteilung IVe (SS-Hauptsturmführer Willi Bauer, Stellvertretender Amtsleiter) befasste sich mit der Unterdrückung der Résistance. Ihr aktivster und verbrecherischster Agent war der SS-Oberscharführer Ernst Dunker[93], der allein 70 französische Spitzel und Zuträger beschäftigte, darunter Mitglieder der korsischen Mafia[94]. Weitere Kollaborationsgenossen waren die Parti populaire fançais (PPF) und die Milice française. Dunker (alias Delage) hatte 1943 Jean Multon (Lunel), den Generalsekretär der Combat Henri Frenay, als Überläufer gewonnen. Die Combat Frenay war eine der acht wichtigsten Résistancegruppen Frankreichs. In der Folge kam es zur Verhaftung von Jean Moulin und weiteren bedeutenden Résistance-Mitgliedern in Caluire-et-Cuire bei Lyon, der Affaire Caluire[95]. Der Rapport Flora (Flora-Bericht), der nach der Befreiung in der Rue Paradis gefunden wurde, enthält 211 Namen von Résistancekämpfern, die dem Verrat Moutons zum Opfer fielen. Die Anzahl der durch Verrat entdeckten, verhafteten, gefolterten und ermordeten Résistancekämpfer ist nicht abzuschätzen, es dürften mehr als 300 Frauen und Männer gewesen sein[96]. Die Brutalität der Verhöre und der Folter bezeugte der Auschwitz-Überlebende Edouard Axelrad[97]. Dunker konnte 1945 verhaftet werden. In seinem Prozess 1950 in Marseille wurde er zum Tode verurteilt und 1953 hingerichtet. Der Leiter des KdS Marseille, SS-Obersturmbannführer Rolf Mühler war zu 20 Jahren Haft verurteilt worden, wurde aber bereits 1956 amnestiert. Sein Vorgänger, SS-Hauptsturmführer Günter Hellwing, wurde 1954 in Marseille in Abwesenheit zum Tode verurteilt, brachte es aber gleichwohl zum Landtagsabgeordneten (SPD) in Nordrhein-Westfalen (1957–1962) und zum Mitglied des Bundesvorstandes seiner Partei. Ihm und allen übrigen SS-Agenten war die Flucht gelungen.

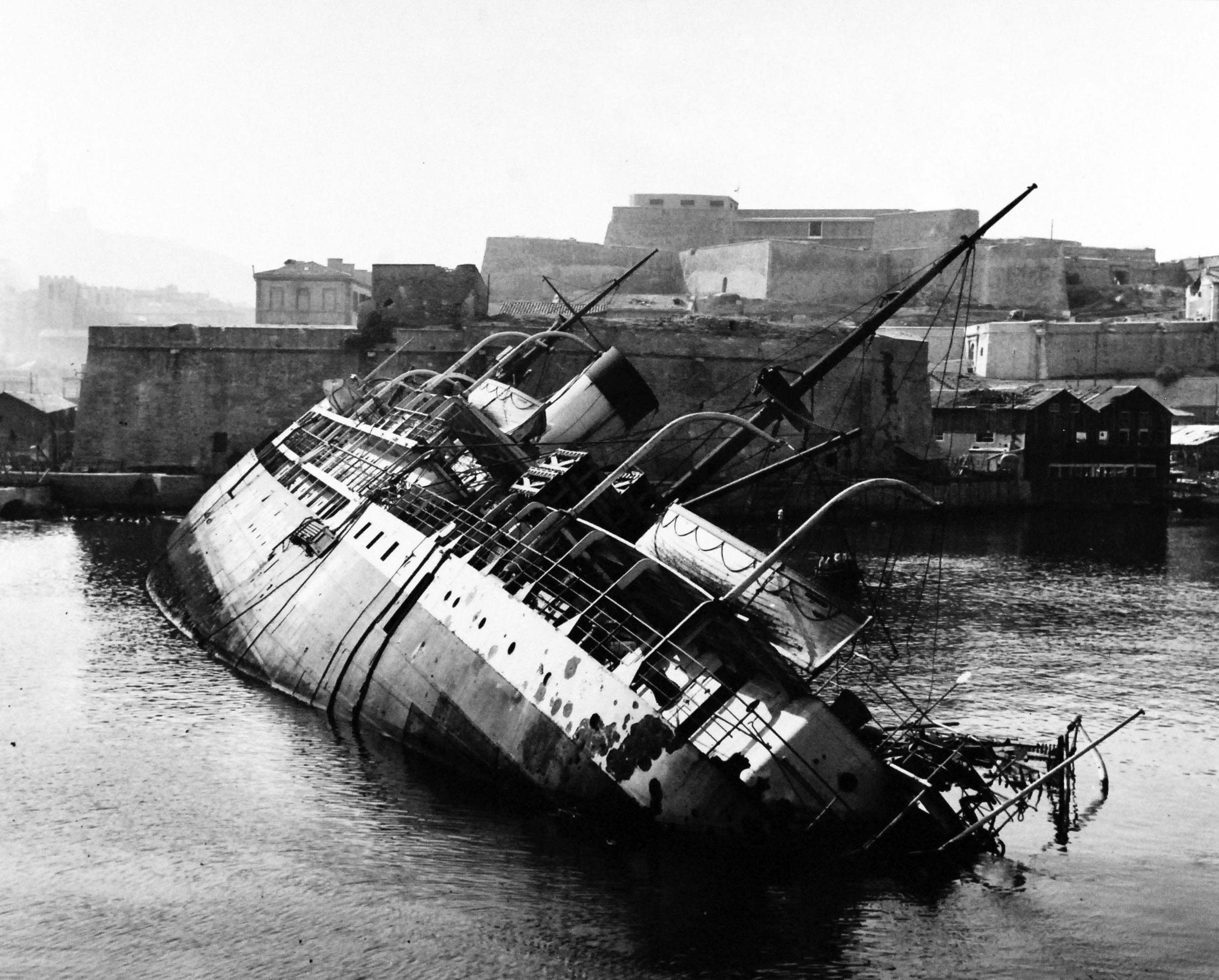
Aufgenommen von der Crew von USS Catoctin: Versenkte Fähre als Blockschiff vor dem Eingang zum Alten Hafen, dahinter das Fort Saint-Nicolas

- Aufgenommen von der Crew von USS Catoctin: Versenkte Fähre als Blockschiff vor dem Eingang zum Alten Hafen, dahinter das Fort Saint-NicolasZerstörung des Hafens von Marseille: Im unmittelbaren Anschluss an die Razzia von Marseille war in den ersten Februarwochen 1943 das Altstadtviertel Saint-Jean an der Nordseite des Alten Hafens gesprengt worden (Operation Sultan). In Erwartung des alliierten Angriffs machten die deutschen Verteidiger die Kais des Alten Hafens und jene des Neuen Hafens mit in kurzen Abständen gesetzten Sprengungen unbrauchbar. Vor dem Alten Hafen wurde ein Fährschiff als Blockschiff versenkt. Einer der Masten der gesprengten Schwebefähre Transbordeur war zudem in die Hafeneinfahrt gestürzt.

## Durchbruch der 19. Armee durch das Rhonetal

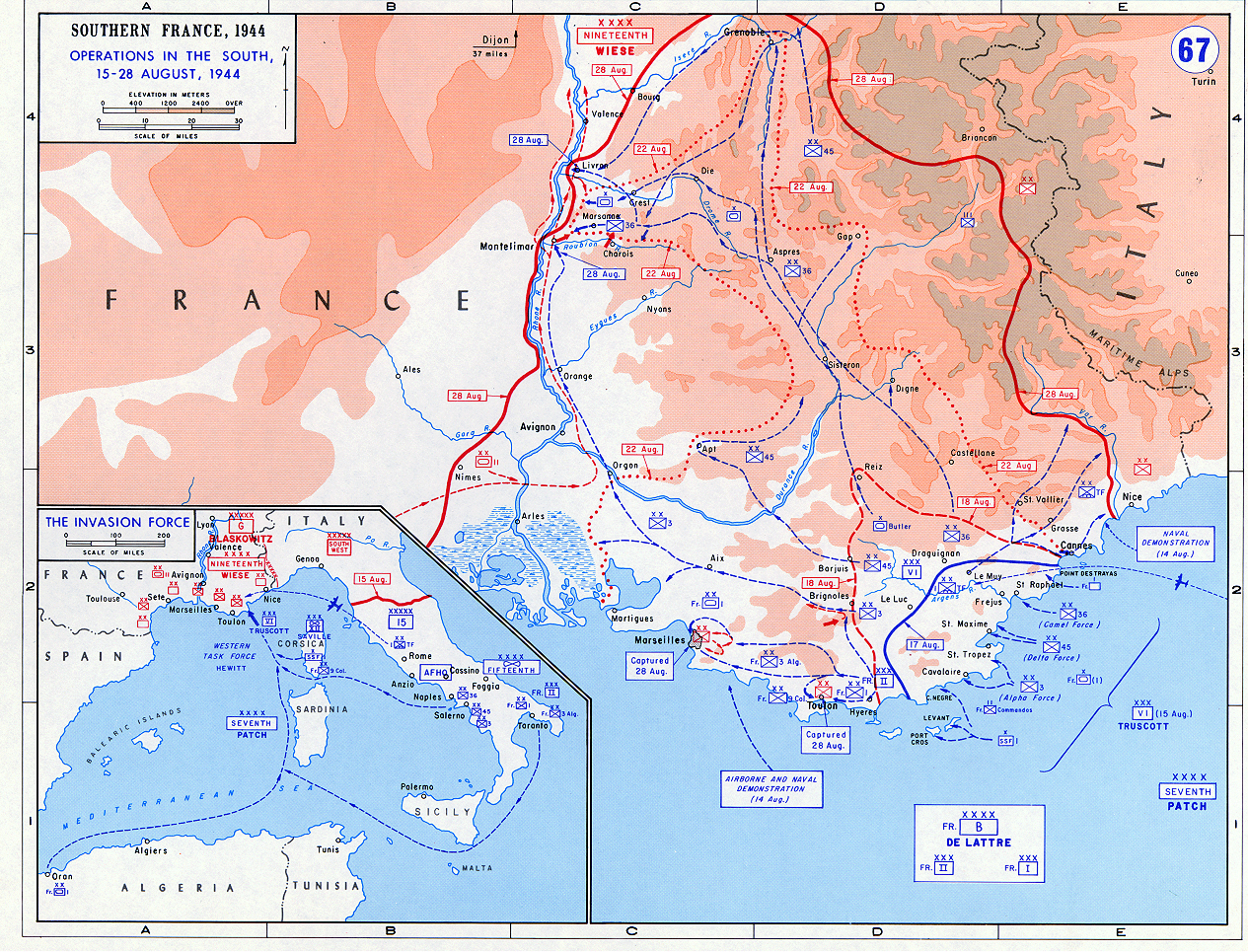
Alliierte Operationen vom 15. bis 28. August 1944

Mit Rücksicht auf die britischen Befindlichkeiten hatte Eisenhower am 24. August 1944 entschieden, dass vorübergehend (!) ein Schwerpunkt auf den Nordflügel der alliierten Front gelegt werden soll. Die offensiven Operationen der 3. US-Armee General Pattons in Richtung Osten wurden damit bei Troyes, nur 150 Kilometer vom nordburgundischen Dijon entfernt, gestoppt. Die Gefahr, dass die Armeegruppe G auf ihrem Rückzug vor der zu erreichenden Linie Dijon-Belfort abgeschnitten würde, war dadurch verringert. Johannes Blaskowitz setzte den allgemeinen Abmarschtermin von der Linie Avignon auf den 23. August fest, damit die weit südlich bei Perpignan und westlich bis Toulouse stehenden Verbände des VI. Luftwaffenfeldkorps eine Chance zum Aufschließen hätten. Von den 196.000 Mann der Armeegruppe G traten 138.000 den Weg durch das Rhonetal an. 31.000 waren in Toulon und Marseille fest gebunden. Die 148. und die 157. Infanteriedivision würden sich über die italienischen Alpen zurückziehen.
Auf alliierter Seite war das II. Corps Français mit der Eroberung von Toulon und Marseille gebunden. Die Task Force Butler und die 36. US Infantry Division sollten nach Norden in das Rhonetal hinein angreifen, der 3. und der 45. US Infantry Division war die Rhonemündung zugewiesen.

### Schlacht von Montélimar 23.–29. August 1944
General Kniess hatte am 23. August das LXXXV. Armeekorps (198. und 338. Infanteriedivision), dem die in Marseille eingesetzte 242. ID fehlte, eine Sperrlinie zwischen Arles an der Rhone und Cavaillon an der Durance bilden lassen. Am 24. August wurde der Riegel längs der Durance bis Aix-en-Provence verlängert. Währenddessen verzögerte sich das Heranbringen der 11. Panzerdivision, weil FFI-Einheiten die Bahnstrecke bei Carcassonne unterbrochen hatten. Dadurch mussten 40 Panzer V (Panther), die Hälfte des Bestandes der Division, über die Straßen geführt werden. Überdies hatten alliierte Jagdbomber die Hängebrücke über die Rhone bei Roquemaure zerstört, so dass Marinefährprähme der Rhone-Flottille (Armeepioniere) zum Übersetzen herangezogen wurden.
- Brücke Roquemaure und der Geisterzug mit 700 Deportierten (Train fantôme): Am 18. August, fünf Tage zuvor, überquerten zu Fuß 700 Deportierte die bereits beschädigte Brücke in einem 18 Kilometer langen Marsch durch Chateauneuf du Pape zum Bahnhof von Sorgues. 402 von ihnen kamen aus dem Lager Vernet, 150 weitere waren Résistancekämpfer. Ihr Zug war am 2. Juli (!) aus Bordeaux abgefahren, traf aber wegen Streckensperrungen durch die FFI am 9. Juli wieder in Bordeaux ein. Dort wurden die Menschen in Kasernen untergebracht. 10 von ihnen kamen in das Gefängnis Fort du Hâ und wurden zusammen mit 46 Anderen im Lager Souge[100] ohne Urteil unter barbarischen Umständen erschossen. Am 8. August fuhr der Zug, ergänzt um Gefangene aus dem Fort, erneut aus Bordeaux ab, hielt in Angoulême mehrere Tage, kehrte nach Bordeaux zurück, fuhr weiter über Toulouse und erreichte schließlich am 18. August Roquemaure, von wo aus die Brücke zu Fuß zu passieren war. Nachdem unterwegs 84 Gefangene entwichen waren, kam der Zug am 28. August 1944 im KZ Dachau an. Die Hälfte der Gefangenen überlebte die Deportation nicht[101] Amerikanischer Ambulanzwagen auf der RN 7 im Norden Montélimars. Auf beiden Seiten der Straße Trümmer deutscher Fahrzeuge

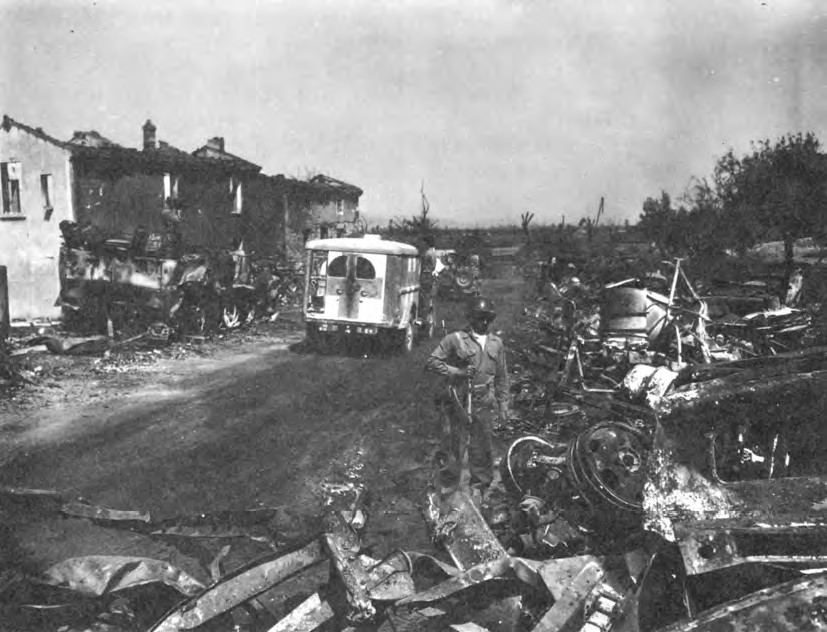
Amerikanischer Ambulanzwagen auf der RN 7 im Norden Montélimars. Auf beiden Seiten der Straße Trümmer deutscher Fahrzeuge

Am 22. August waren Aufklärungsspitzen der 11. Panzerdivision östlich Montélimar auf Kräfte der Task Force Butler und der 36. US Infantry Division gestoßen, die mit ihrer Artillerie von den Höhen zwischen La Coucourde und Loriol-sur-Drôme den Durchmarsch der deutschen Truppen bedrohten. Der Angriff vom 23. August mit nur zwei Bataillonen und 10 Panzern war aber zu schwach, um die Angreifer von den Höhen bei zu vertreiben. Ein erneuter Versuch am 25. August, unterstützt durch die 198. Infanteriedivision, ein Flakregiment und einen Panzerzug mit schwerer Artillerie, die Bedrohung zu beseitigen, scheiterte ebenfalls. Am Nachmittag des Tages gelang es den US-Truppen sogar, die Talstraße mit Panzern und Infanterie bei La Coucourde zu sperren. Der 11. Panzerdivision, soweit sie verfügbar war, gelang es am Folgetag, den dort eingekesselten Stab der 19. Armee und die Talstraße freizukämpfen. Die beiden Infanteriedivisionen standen aber noch südlich von Montélimar und kamen im Fußmarsch nur langsam voran. Von Süden her drängte die 3. US Infantry Division heran, die am 25. August Avignon passiert hatte. Währenddessen hielt die 36. US Infantry Division gemeinsam mit der Butler-Kampfgruppe ihre Stellung nördlich Montélimar, bis sie am 26. August durch hartnäckige kämpfende Bataillone der 11. Panzerdivision durchbrochen wurde. Deutsche Gefangene berichteten ihren Vernehmern, dass am 27. August die Masse der 11. Panzerdivision die Engstelle passiert habe, und dass die 198. Infanterie Division noch südlich Montélimar stünde. Die nunmehr aufschließende 3. US Infantry Division zerstörte an diesem Tag eine 2 Kilometer lange Kolonne der 198. ID auf beiden Fahrspuren der Route National 7. In der Nacht zum 27. August wurde die Behelfsbrücke über die Drome durch Hochwasser weggerissen. Dadurch stauten sich die Verbände an der Drôme, während sich die Marschkolonnen noch bis 35 Kilometer weit südlich befanden. Dennoch gelang es, bis zum 29. August, alle noch marschfähigen Einheiten über die Drome und damit aus der Schlacht herauszuführen. Die amerikanischen Streitkräfte zählten 1.575 Mann als Verluste, 187 davon tot, 1023 verwundet und 365 vermisst. Auf deutscher Seite gingen 5.800 Mann in Gefangenschaft, 600 Mann wurden getötet, 1.500 verwundet und mehrere Tausend wurden als Vermisste geschätzt. Die 338. Infanterie Division hatte am 31. August noch eine Gefechtsstärke von 1.810 Mann, die 198. Infanterie Division war auf 2.800 Mann geschmolzen, ihr Kommandeur, Generalmajor Otto Richter im Nachhutgefecht mit 700 Mann gefangen genommen. 2.000 Fahrzeuge, 1.000 Pferde und 45 Geschütze blieben auf der RN 7 zurück. Dagegen überstand die 11. Panzerdivision, von Generalleutnant Wend von Wietersheim und dessen Erstem Generalstabsoffizier (1a) Werner Drews geführt, die Schlacht mit vergleichsweise geringen Ausfällen: Die Division verlor 750 Mann, erreichte aber Lyon mit 12.500 Kämpfern, mit 39 seiner 42 Geschütze mehr als 30 seiner zuvor noch 40 Panzern und 75 Prozent der Fahrzeuge. Westlich der Rhone verlor das IV. Luftwaffenfeldkorps 270 Mann durch Tod, 580 durch Verwundung und 2.160 als Vermisste. Dort verursachten alliierte Jagdbomber ein Großteil der Verluste.
Die drei US-Divisionen, ohne die Task Force Butler, benötigten 370.000 Liter Benzin am Tag. So ergab sich ein Nachschubproblem, das auch die Artilleriemunition umfasste. Dies war nach US-amerikanischer Ansicht die unmittelbare Ursache dafür, dass es trotz überlegener Kräfte und obwohl die Task Force Butler bereits am 23. August auf den Höhen östlich Montélimar stand, nicht gelungen war, den Durchbruch zu stoppen und die 19. Armee zur Kapitulation zu zwingen. Der rasche Erfolg in den ersten Tagen der Landung habe die logistischen Möglichkeiten überdehnt. Die deutsche militärgeschichtliche Forschung nennt als Ursachen hingegen eine fehlende, „eindeutige Schwerpunktbildung“ und den „Versuch, die deutschen Rückzugsbewegungen lediglich durch Artilleriefeuer zu unterbinden“.

### Lyon
Am Abend des 30. August stand das Gros des LXXXV. Armeekorps und der 11. Panzerdivision bereits jenseits der Isère, 50 Kilometer nördlich Montélimar. Bei Marschleistungen von 50 Kilometern am Tag war Lyon am 1. September erreicht. Am Vortag hatten dort Voraustruppen des IV. Luftwaffenfeldkorps, die auf der Westuferstraße zügig vorangekommen waren, auf beiden Flussseiten eine Brückenkopfstellung aufgebaut. Das nächste Ziel war eine Aufnahmelinie zwischen Autun, Chalon-sur-Saône, Dole und der Schweizer Grenze, in der die 19. Armee und das von Südwestfrankreich herankommende LXIV. Armeekorps samt der Marschgruppe Ottenbacher zusammenkommen sollten.

## Feier zum 60. Jahrestag
Die Zeremonien zum 60. Jahrestag der Landung in der Provence fanden am 15. August 2004 nacheinander in Le Muy, auf dem Militärfriedhof von Draguignan, in Saint-Raphaël, in Cavalaire-sur-Mer und auf der Reede von Toulon an Bord des Flugzeugträgers Charles de Gaulle statt. Der französische Staatspräsident Jacques Chirac ehrte in Gegenwart von sechzehn afrikanischen Staats- und Regierungschefs das immense Opfer der Kräfte der Freiheit, die sechzig Jahre zuvor an der Landung in der Provence teilgenommen haben. Im Beisein von etwa 200.000 Zuschauern an der Küste Toulons zeichnete der Präsident 21 Kriegsveteranen, hauptsächlich Afrikaner, aus. Das Kreuz der Ehrenlegion verlieh er der Stadt Algier, die im Zweiten Weltkrieg bis zur Befreiung von Paris Hauptstadt des kämpfenden Frankreichs gewesen war, für ihre Rolle bei der Beherbergung des französischen Komitees der nationalen Befreiung.